# الخط الزمني لاحتجاجات منتزه غيزي

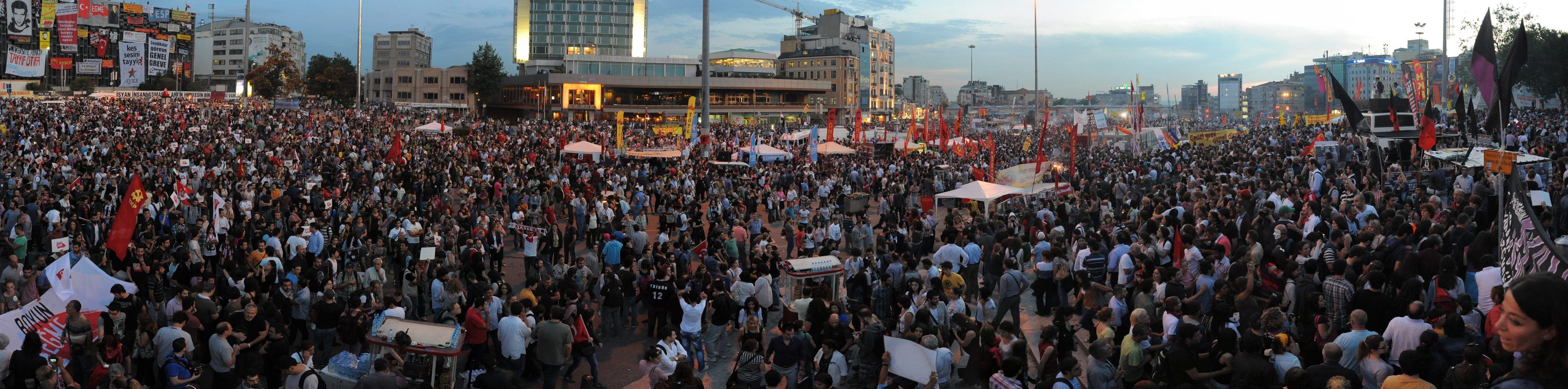
بانوراما من الاحتجاجات في ساحة ميدان تقسيم في 7 يونيو 2013. المبنى في أعلى اليسار المغطى باللافتات هو مركز أتاتورك الثقافي.

بدأت موجة من المظاهرات والاضطرابات المدنية في تركيا في 28 مايو 2013 احتجاجًا على خطة الحكومة لإعادة تقسيم ميدان تقسيم وحديقة غيزي. وفي وقت لاحق، اشتعلت الاحتجاجات والإضرابات في جميع أنحاء تركيا، احتجاجًا على مجموعة واسعة من المخاوف والتي كان في جوهرها قضايا حرية الصحافة والتعبير والتجمع، وتجاوزات الحكومة ضد العلمانية التركية.

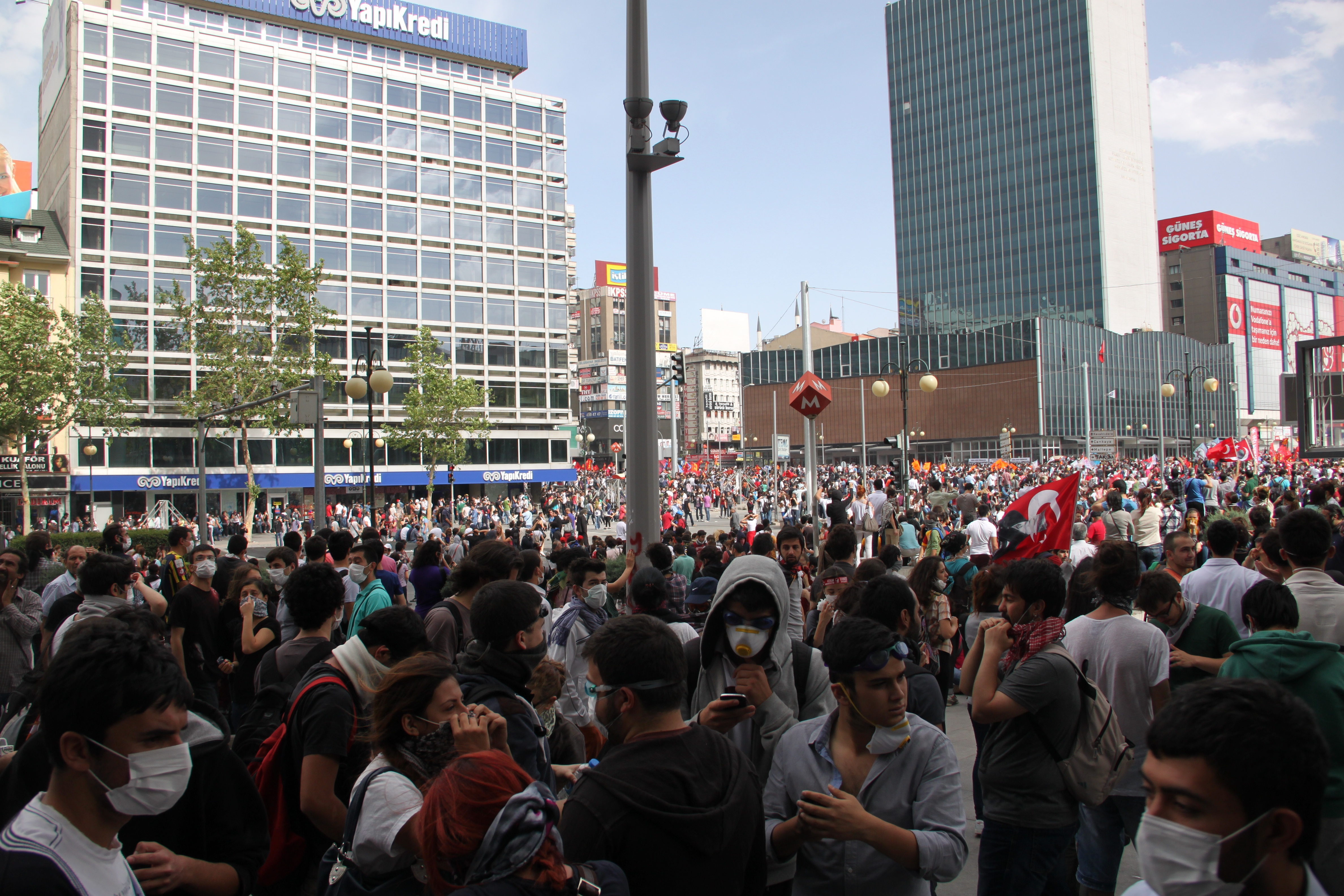
احتجاجات غيزي في ميدان كيزيلاى وأنقرة.

وفيما يلي الجدول الزمني لاحتجاجات حديقة غيزي في تركيا للمواطنين والمؤيدين ضد أعمال وخطط الحكومة التركية. يُقسّم الجدول الزمني إلى أيام.

## 28–31 مايو
في صباح 28 أيار / مايو، اختبأ نحو 50 من خبراء البيئة في إسطنبول في حديقة غيزي، لمنع هدمها. وقد أوقف المتظاهرون، بمساعدة نواب الحزب الديمقراطي، محاولات تجرف الحديقة برفضهم المغادرة. استخدمت شرطة بلدية زابتا الغاز المسيل للدموع لتفريق المتظاهرين السلميين وأحرقت خيامهم من أجل السماح باستمرار التجريف. صور المشهد، مثل صورة من المتظاهرة الشابة (التي سميت في وقت لاحق «امرأة باللون الأحمر») عقد لها الأرض في حين يجري رش من قبل شرطي، وسرعان ما انتشرت في جميع أنحاء وسائل الإعلام في جميع أنحاء العالم.
وذكرت صحيفة واشنطن بوست أن الصورة «تصور الاحتجاجات التركية والقمع الشديد للشرطة»، في حين وصفت رويترز الصورة بأنها «أيقونة». وفي 29 أيار / مايو، نما حجم الاحتجاجات إلى الأحداث التي شهدتها وسائط التواصل الاجتماعي، حيث توافد المتظاهرون الإضافيون إلى المخيم وأقاموا المزيد من الخيام. وانضم أشخاص بارزون آخرون إلى سوري سوريا أوندر في الاحتجاج، بمن فيهم نائب رئيس حزب الشعب الجمهوري غورسل تكين، والمغني كان بونومو، والممثلين والممثلات غونكا فوسلاتيري، وميميت علي ألابورا، وأوكان بايولغين، وسبنم سونميز.
في 30 مايو، داهمت الشرطة مخيمات المتظاهرين. وقد أدت دعوات الناشطين عبر الإنترنت للدعم ضد حملة الشرطة إلى زيادة عدد المتظاهرين في الاعتصام مساء.

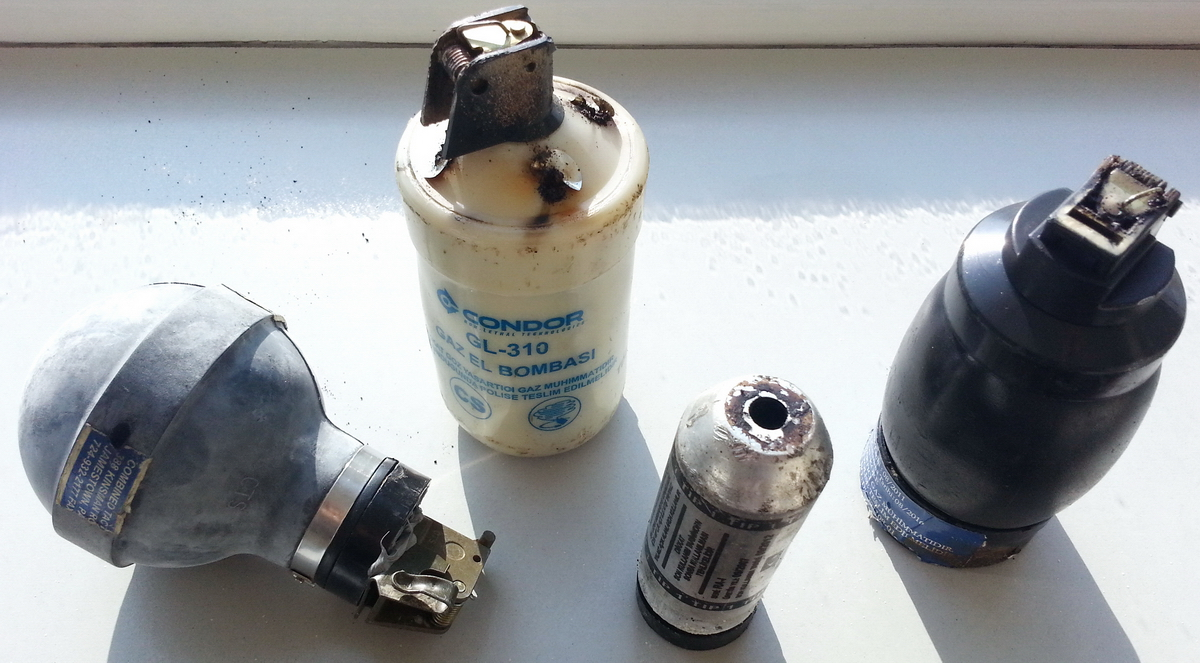
القذائف المسيلة للدموع المستخدمة في اسطنبول في عام 2013.

وقامت الشرطة بغارة أخرى على المخيم في الصباح الباكر من 31 أيار / مايو. واستخدمت الشرطة مدافع المياه والغاز المسيل للدموع لتفريق المتظاهرين إلى المناطق المحيطة بها، وأقامت متاريس حول الحديقة لمنع إعادة الاعتصام. وعلى مدار اليوم، واصلت الشرطة إطلاق الغاز المسيل للدموع ورذاذ الفلفل ومدافع المياه على المتظاهرين، مما أسفر عن تقارير عن وقوع أكثر من 100 إصابة. تم نقل Sırrı سوريا Önder إلى المستشفى بعد أن أصيب في الكتف من قبل اسطوانة غاز المسيل للدموع. ألقى بعض المتظاهرين الصخور على قوات الأمن. وأعلن في 31 أيار / مايو 2013 الأمر التنفيذي المتعلق بالعملية التي تقرر في وقت سابق بأنها «معلقة». 10,000 تجمع المتظاهرون في شارع الاستقلال. ووفقًا للحاكم حسين أفني موتلو، تم القبض على 63 شخصا واحتجازهم. وانتقدت الشرطة استخدام الغاز المسيل للدموع لأنها «عشوائية». وقال وزير الداخلية، معمر جولر، إن الادعاءات باستخدام القوة غير المتناسبة سيتم التحقيق فيها. وانتشرت الاحتجاجات أيضًا إلى أنقرة وإزمير. في أنقرة، تم استخدام طائرة هليكوبتر لإطلاق الغاز المسيل للدموع على المتظاهرين، وشاهدت الشرطة مطاردة المتظاهرين في المحلات التجارية مع هراوات الصدمات الكهربائية. استمرت الاشتباكات بين المتظاهرين وقوات الأمن طوال الليل في أنقرة. وفي إزمير، قام أكثر من 10 آلاف شخص باحتجاج في 31 مايو / أيار، حيث حمل المتظاهرون لافتات كتب عليها «في كل مكان تقسيم، في كل مكان مقاومة»، «مقاومة تقسيم، إزمير معك»، و «أردوغان الكيميائية». كما داهمت الشرطة المتظاهرين في إزمير بالسلاح المسيل للدموع والرصاص البلاستيكي ومدافع المياه.

## 1 يوني

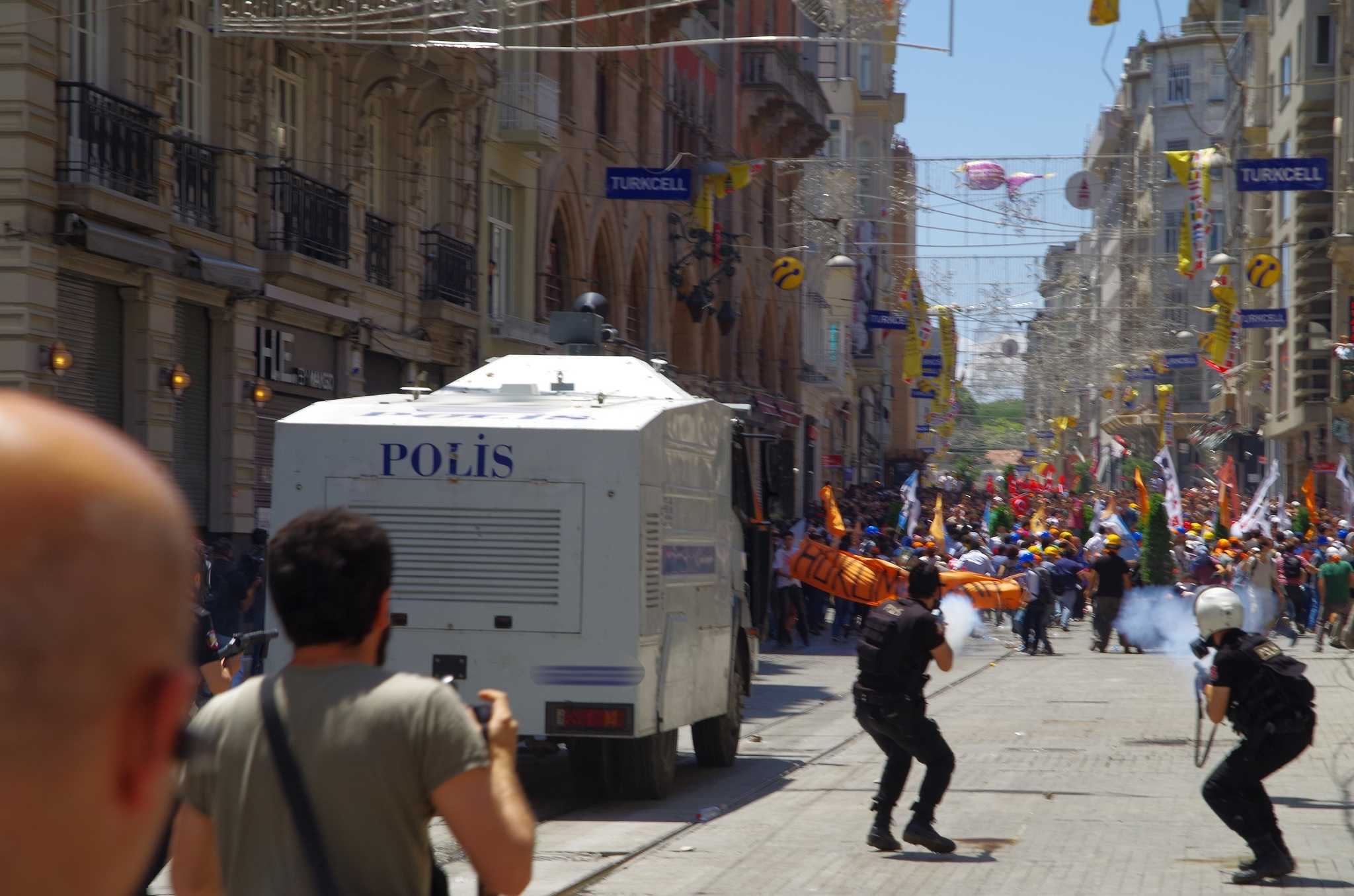
الشرطة تطلق الغاز المسيل للدموع على شارع الاستقلال

قال أحد شهود العيان لبي بي سي نيوز: «بدأت حوالي نصف المدينة بأكملها تشارك في الاحتجاجات في إسطنبول، وكان الناس يضربون على الأواني والمقالي، ويطلقون صفارات». وانتقد نائب رئيس الوزراء بولنت ارنك استخدام الغاز المسيل للدموع ضد المتظاهرين وقال «كان من المفيد جدًا محاولة اقناع الناس الذين قالوا انهم لا يريدون مركز تسوق بدلًا من رشهم بالغاز المسيل للدموع».
سافر الآلاف من المتظاهرين من كاديكوي (الجانب الآسيوي من المدينة) عبر جسر البوسفور حوالي الساعة 6:00 بالتوقيت المحلي، للانضمام إلى جماعات الاحتجاج الرئيسية في الميدان. وقد قابلوا بتدخل الشرطة.
في الساعة 3:45 بعد الظهر، بدأت قوات الشرطة بالانسحاب من ساحة التقسيم، مما سمح للمتظاهرين بالدخول. وخلال الانسحاب، ألقى بعض المتظاهرين زجاجات المياه على قوات الأمن، مما أدى إلى استخدام الشرطة للغاز المسيل للدموع.

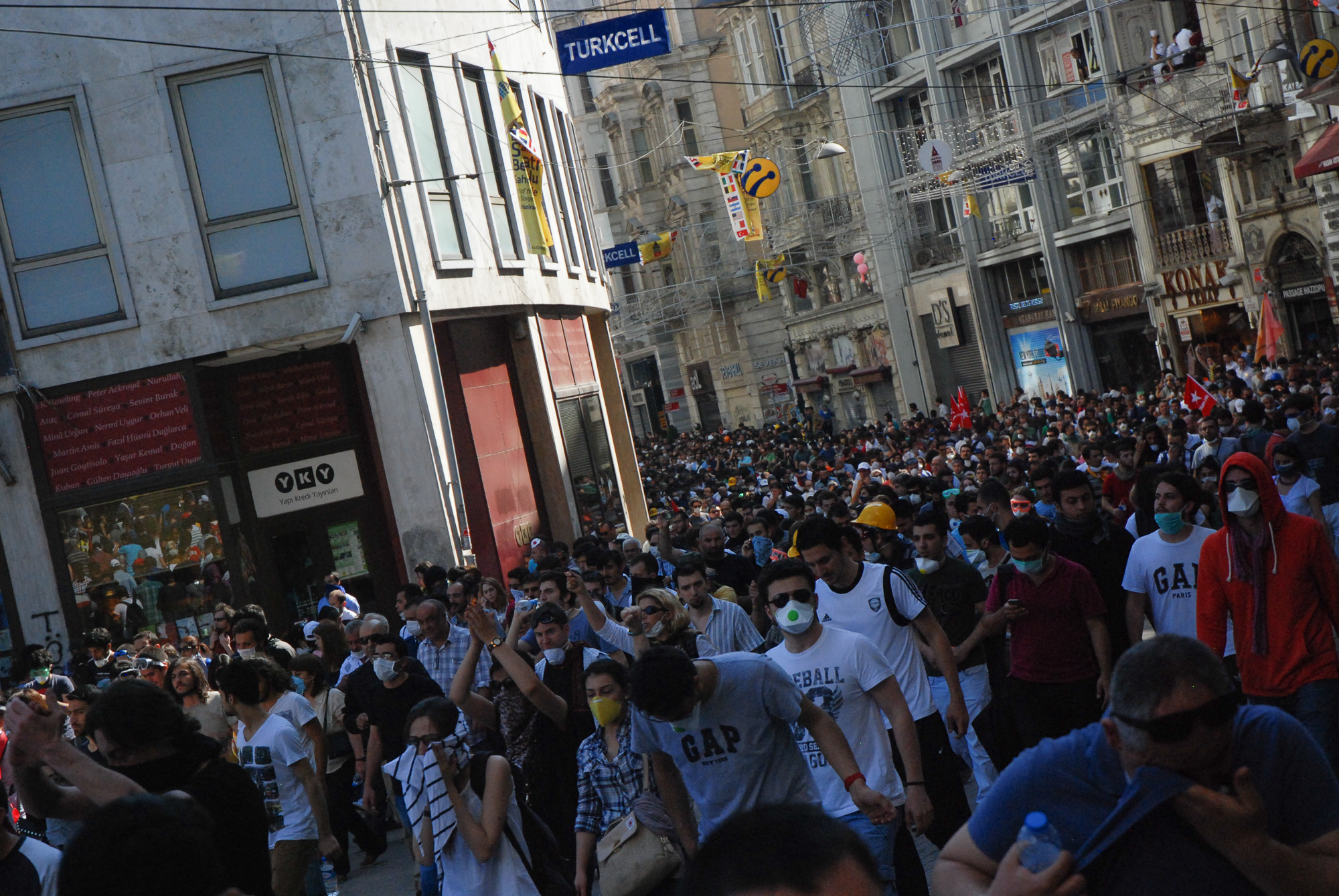
متظاهري احتجاج غيزي في شارع الاستقلال

استمرت الاحتجاجات في أنقرة التي بدأت في 31 مايو. وتوقف المتظاهرون، الذين توافدوا أساسًا على غوفن بارك في حي كيزيلاى، من قبل ضباط الشرطة. وقد أغلقت قوات الأمن الطرق المؤدية إلى ساحة كيزلاي حيث حاول المتظاهرون التجمع. كما تم زيادة الأمن حول باشباكانلك كونوتو والجمعية الوطنية الكبرى في تركيا بمساعدة من الدرك التركي. غادرت قوات الأمن ساحة كيزيلاى في وقت لاحق ثم تجمع ما يقرب من 10,000 شخص هناك.
في أنطاليا، قام أكثر من 000 10 شخص باحتجاج في 31 أيار / مايو، في ساحة جمهوريت. حاول ما يقرب من 1000 شخص المشي إلى حي كالي حيث يقع مقر حزب العدالة والتنمية في أنطاليا. التقت الشرطة المتظاهرين بالغاز المسيل للدموع ومدافع المياه.
كما قطع الرئيس عبد الله غول، وهو أيضًا عضو في حزب العدالة والتنمية، زيارة رسمية إلى تركمانستان للعودة إلى دياره، وبحلول منتصف النهار قال أن الاحتجاجات وصلت إلى «مستوى مثير للقلق». وأفادت بعض الشائعات بأن الشرطة تستخدم مادة كيميائية جديدة لمكافحة الشغب التي يطلق عليها البعض «العامل البرتقالي» ضد المتظاهرين في بشكتاش، ولكن كانت هذه تبقى شائعات من الصحفيين، وأخبر الخبراء الناس بأن الشرطة استخدمت مادة ملونة، ومعظمها من الغاز المسيل للدموع الملونة وغاز ملون لتحديد مكان ضرب الشخص. على الرغم من أن تلك المواد تحمل نفس الاسم المستعار مثل مبيدات الأعشاب والقرميد التي استخدمها الجيش البريطاني خلال حالة الطوارئ في مالايان والجيش الأمريكي خلال حرب فيتنام، يعتقد أن المادة الكيميائية المستخدمة هي مادة كيميائية لمكافحة الشغب مثل غاز كر أو سكونك لمكافحة الشغب الكيميائية. وأطلقت المروحيات قنابل الغاز المسيل للدموع في الأحياء السكنية، واستخدمت الشرطة الغاز المسيل للدموع لمحاولة إخراج الناس خارج المباني. وأظهرت لقطات على موقع يوتيوب أحد المتظاهرين تعرض للضرب من قبل شاحنة شرطة مدرعة.
وألقى رئيس الوزراء طيب أردوغان خطابًا على التلفاز يدين المتظاهرين وتعهد بأنه «حيث يجتمع20 متظاهرًا، سوف أستيقظ وأجمع 200 ألف شخص، حيث يجمعون 100000، سأجمع مليون شخص من حزبي».
وأعلن أردوغان أيضًا أنه سيغادر إلى زيارة رسمية خارجية إلى المغرب والجزائر وتونس، ومن ثم يغادر البلد بين 3 و 6 حزيران / يونيه أثناء الاضطرابات الداخلية المتفاقمة التي تسببت في استياء غير مسبوق بشأن نفقات سفر رئيس الوزراء وأغراضه.

## 2 يونيو

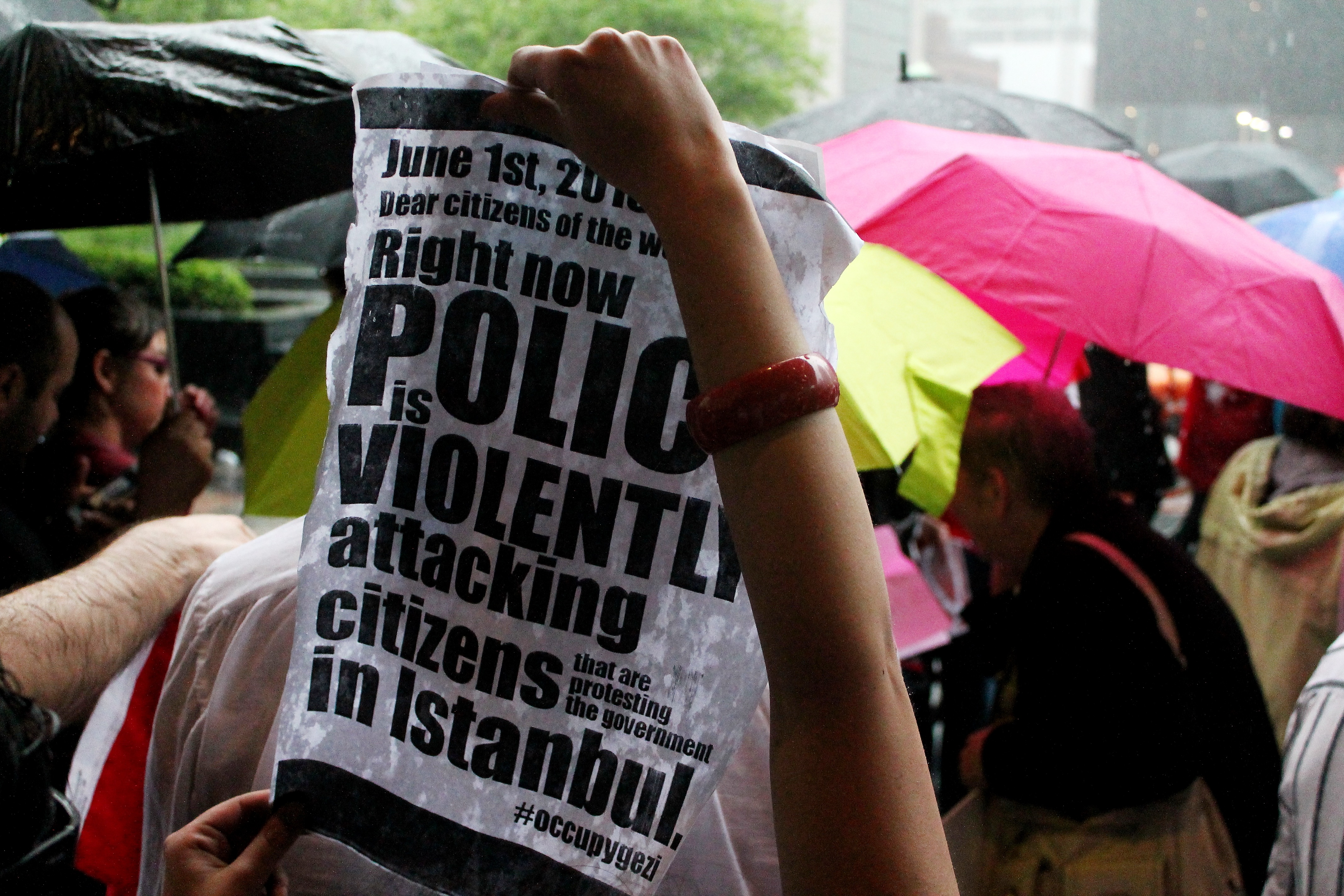
هذه الإشارة، التي يظهر فيها احتجاج التضامن في شيكاغو، تقول: المواطنة العزيزة في العالم! وفي الوقت الحالي، تقوم الشرطة بمهاجمة المواطنين الذين يحتجون على الحكومة في اسطنبول.

ظهرت مقاطع فيديو تبين مدى وحشية الشرطة في مواقع مختلفة. وأظهرت إحدى مقاطع الفيديو امرأة شابة مغربية تركية يتم سحبها على نقالة، تفيد التقارير بأنها توفيت جراء إصابتها بالرصاص في رأسها بعبوة غاز (على الرغم من أنها تبين أنها كانت في غيبوبة). وأظهرت لقطات أخرى أيضًا إطلاق الشرطة قنابل الغاز مباشرة على المتظاهرين. وذكرت الانباء أن الرئيس التركى عبد الله جول اتصل بقادة كبار آخرين يحثون على «الاعتدال». بعد المكالمة، أمر وزير الداخلية معمر غولر الشرطة بالانسحاب من تقسيم، مما يسمح للمتظاهرين بإعادة احتلال الميدان. وعاد المتظاهرون إلى الساحة لتنظيفها والتي أصبحت متناثرة الحطام.
في فترة ما بعد الظهر قال رجب طيب أردوغان «لن أحصل على إذن من السفاحين لتنفيذ خططي للتقسيم.» وأثار كذلك إمكانية بناء متحف بدلًت من مركز للتسوق في مكان قريب من مركز أتاتورك الثقافي والأوبرا، والتي كان من المقرر أن يتم هدمها في ساحة التقسيم. وربما كان هذا المسجد جزءًا من المشروع الكبير لإعادة تصميم التقسيم ولكن التفاصيل لم تكن معروفة من قبل.
في أزمير، بدأ اليوم مع الناس، الذين بدأوا في تنظيف الشوارع الرئيسية والساحات، التي تلوثت الاحتجاجات في 1 يونيو. استمر المتظاهرون في تنظيف المدينة تقريبًا لمدة 5 ساعات ولكن مع تزايد الحشد تزايدت أعداد الشرطة حولهم، وتوقف التنظيف. سرعان ما ازداد عدد الحشود والاحتجاجات. استخدمت الشرطة العنف العشوائي لتفريق الحشود، حتى ضرب الفتيات في سن المراهقة على الشارع. شهدت أحياء ازمير بورنوفا معارك شرسة بين المتظاهرين وشرطة مكافحة الشغب طوال فترة ما بعد الظهر، مع عشرات الاعتقالات والأضرار التي لحقت بالمتاجر في وسط المدينة عن طريق استخدام الشرطة لخراطيم المياه. نزل عمدة بلدية أزمير، عزيز كوكالو (حزب الشعب الجمهوري)، مرتديًا الزي المدني له ومشى مع الناس لدعم الطبيعة والديمقراطية.

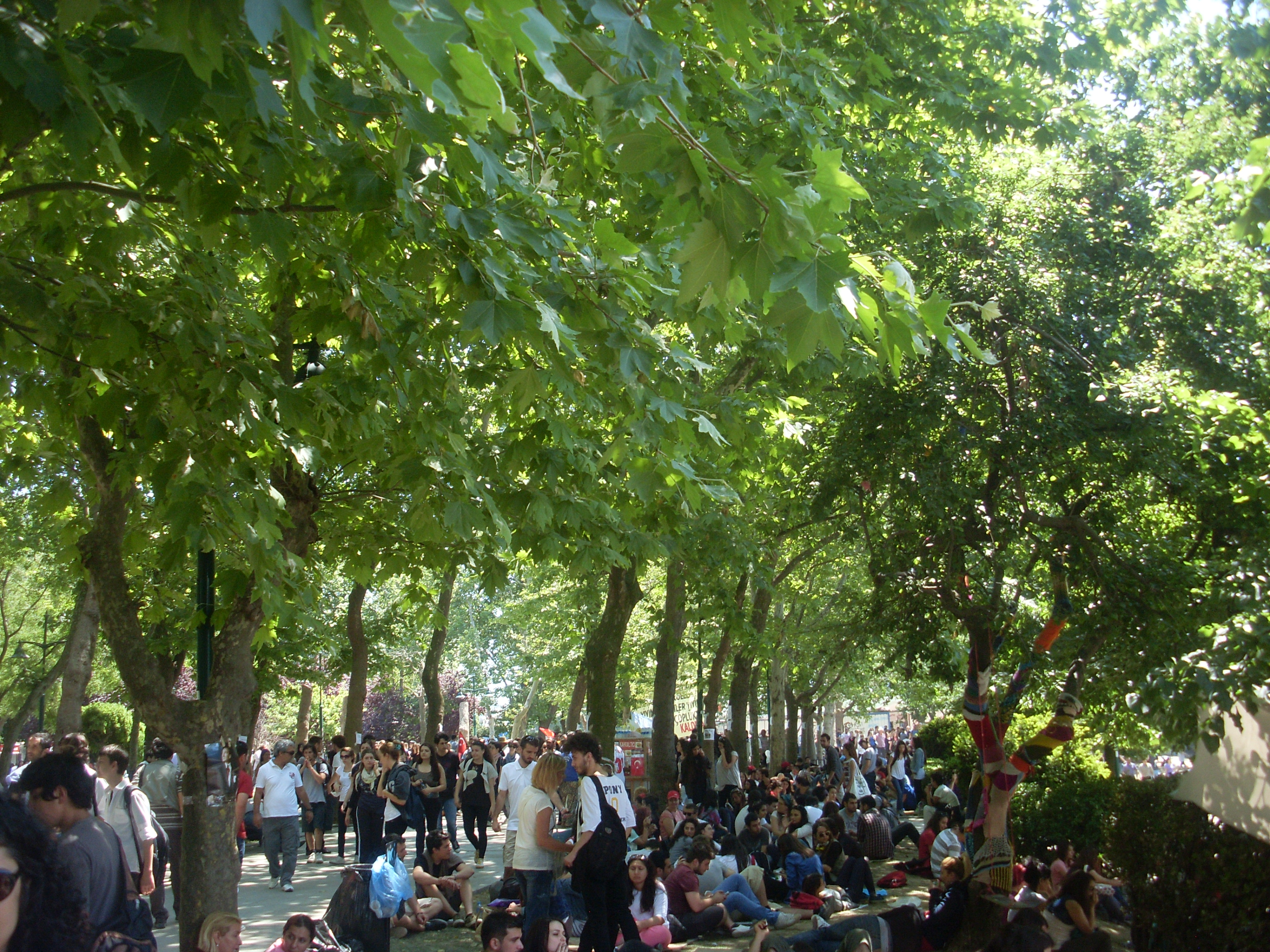
استعادة المحتجون لحديقة غيزي من الشرطة بعد أيام من الاشتباكات العنيفة

في أنقرة سيطر عشرات الآلاف من المتظاهرين على ساحة كيزيلاى بعد معارك مع الشرطة، ثم بدأوا في إقامة الحواجز. اندفعت سيارة مدنية، ويزعم أنه كان يقودها ضابط شرطة المرور، خلال الحشود في كيزيلاى، مما أسفر عن مقتل متظاهر واحد على الأقل.
سيطرت شرطة إسطنبول على جسر البوسفور لمنع المتظاهرين من عبور الحدود إلى الجانب الأوروبي كما كان يحدث في الأيام السابقة. في حين ظل التوتر في ساحة التقسيم منخفضًا، اندلعت معارك بين الشرطة والمتظاهرين في أحياء أخرى من المدينة، مثل بشيكتاش. حاول المتظاهرون مرارًا وتكرارًا الاقتراب من مكتب رئيس الوزراء. ذهب الآلاف من المتظاهرين إلى المباني الإعلامية في إسطنبول، مثل مباني هابيرترك، التي كانت تجرى مقابلة مع رئيس الوزراء في تلك اللحظة.
وأثار رؤية العديد من المدنيين المسلحين بالأقنعة والعصي غضبًا عارمًا وهم في طريقهم لكبح الاحتجاجات، والذين كانوا على ما يبدو بدعم من الشرطة. وأظهرت عدة أشرطة فيديو مدنيين مسلحين يساعدون الشرطة في القمع الوحشي على المتظاهرين. وقد تم ربط بعض المدنيين في أشرطة الفيديو والصور إلى مواقع في أك جينكليك كولاري، والجناح الشبابي لحزب العدالة والتنمية. وأدى استخدام أعضاء حزب العدالة والتنمية إلى القضاء على مزيد من الغضب ضد الشرطة، وأدى إلى اختطاف جرافة في بشيكتاش في إسطنبول وتوجيهها نحو مواقع الشرطة. وعلى الرغم من أن هذا أدى في البداية إلى تراجع الشرطة، إلا أن الجرافة كانت قد وضعت في نهاية المطاف في الساعات الأولى من منتصف الليل.
كانت المدن الأخرى التي وقعت فيها مواجهات عنيفة بين المتظاهرين والشرطة هي أضنة وأنطاكيا، ليست ببعيدة عن الحدود السورية.
وأظهرت التقارير أن فصيل الجيش الذي كان قائمًا في السابق، والذي ظل مواليا للمؤسسة العلمانية التي أسقطها حزب العدالة والتنمية إلى حد كبير في نفوذه، كان يوزع أقنعة الغاز كمساعدة للمتظاهرين.

## 3 يونيو

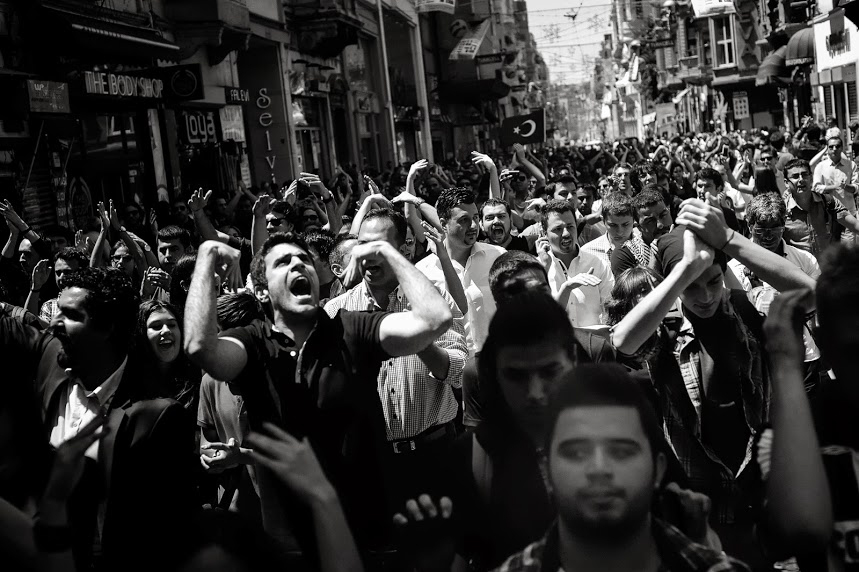
المتظاهرون، في طريق سيراسلفيلر إلي ميدان تقسيم في 3 حزيران، 2013.

خلال الليل أطلقت شرطة مكافحة الشغب الغاز المسيل للدموع مباشرة على منازل المدنيين. وفي جميع أنحاء إسطنبول، وفي أحياء مختلفة من أنقرة وإزمير وأنطاليا، وقعت اشتباكات طوال الليل. أشعل المتظاهرون في أزمير النار في مقر حزب العدالة والتنمية في المدينة. انضمت قناة سي إن إن التركية، إلى قناة أولوسال وهالك تف في لبث لقطات حية من الاحتجاجات. ضربت الشرطة متظاهر غير مسلح في دولمباهس. رحب جامع دولمباهس بالمحتجن الذين اتخذوا منه مستشفى مؤقت. كما احتجت المطاعم والفنادق المحلية على المتظاهرين. وفي باشكتاش، تم علاج السياح والمتظاهرين في المساجد من إصابات خطيرة بسبب نقص سيارات الإسعاف. وأفيد بأن الشرطة ارتكبت أعمال عنف عشوائية ضد المتظاهرين. تم استخدام فندق شانغريلا كمستشفى مؤقت أيضًا. دمرت شرطة مكافحة الشغب جامعة بهجيشهر وحاولت دخول المبنى مع مئات الطلاب داخل.
ويزعم أن المتعاطفين مع حزب العدالة والتنمية كانوا يهاجمون الرجال والنساء في شوارع إزمير. وفي بعض المدن، رافق ناخبو حزب العدالة والتنمية الشرطة.
وقال ميتين فيزيوغلو، رئيس نقابة المحامين التركية، إن الشرطة استهدفت مستشفيا في أنقرة في أنقرة واستخدمت قنابل غازية ضد الأطباء والمرضى داخلها.

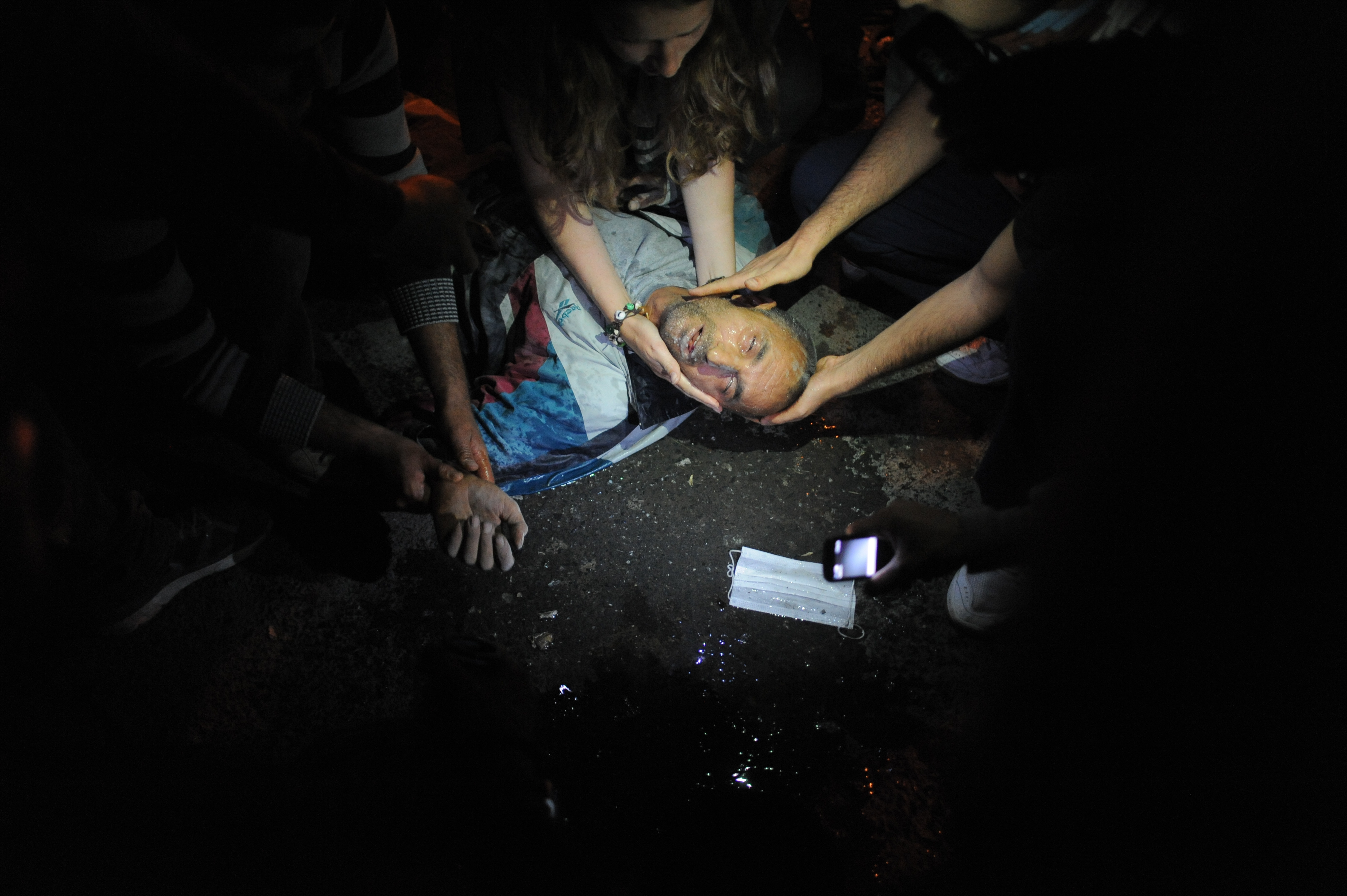
المواطنون وهو يساعدون رجلًا مصابًا

وفي الساعات الأولى من اليوم، اصطحب عدد من سائقى الشاحنات المتظاهرين من أجل حمايتهم من مدافع مياه الشرطة والغاز المسيل للدموع في بشيكتاش. وازدادت الاحتجاجات بعد ظهر اليوم حيث دعت عدة اتحادات إلى إضراب عام ردًا على «إرهاب الدولة». كما انضم العديد من المتظاهرين العاملين إلى الحشد بعد الانتهاء من العمل. ومن المقرر أن تجرى عدة احتجاجات في الليل من أجل اجتذاب نسبة إقبال أكبر. وقد خرج عشرات الآلاف إلى الشوارع بعد الظهر في إزمير وأنقرة. وفي أنقرة، تعرضت مكاتب صحيفة «سول» للنهب من قبل الشرطة، وذلك باستخدام الغاز المسيل للدموع ومدفع المياه وضبط ثلاثة موظفين. كما أطلقت الشرطة النار في أنقرة وقنابل الغاز في محاولة لمطاردة المتظاهرين بعيدًا عن المناطق الوسطى بالمدينة. وقد جلبت الشرطة العربات المدرعة إلى الشوارع بقاذفات قنابل الغاز المسيلة للدموع.
وخلال المظاهرات المسائية التي جرت في مختلف أحياء إسطنبول، وقعت اشتباكات عنيفة كان معظمها في بشكتاش وحول ساحة التقسيم. تحولت كافيتيريا الجامعة التقنية في بشيكتاش إلى مستوصف مؤقت. في المساء، عرض برنامج التلفزيون كيليم أويونو («لعبة الكلمة»)، على تلفزيون بلومبرج هت، الذي استضافه علي إحسان فارول، بصمت كسر الرقابة وسائل الإعلام ودعمت الاحتجاجات من خلال طرح الأسئلة والأجوبة (على سبيل المثال «غازماسكي»، أقنعة الغاز) التي تشير إلى الاحتجاجات.

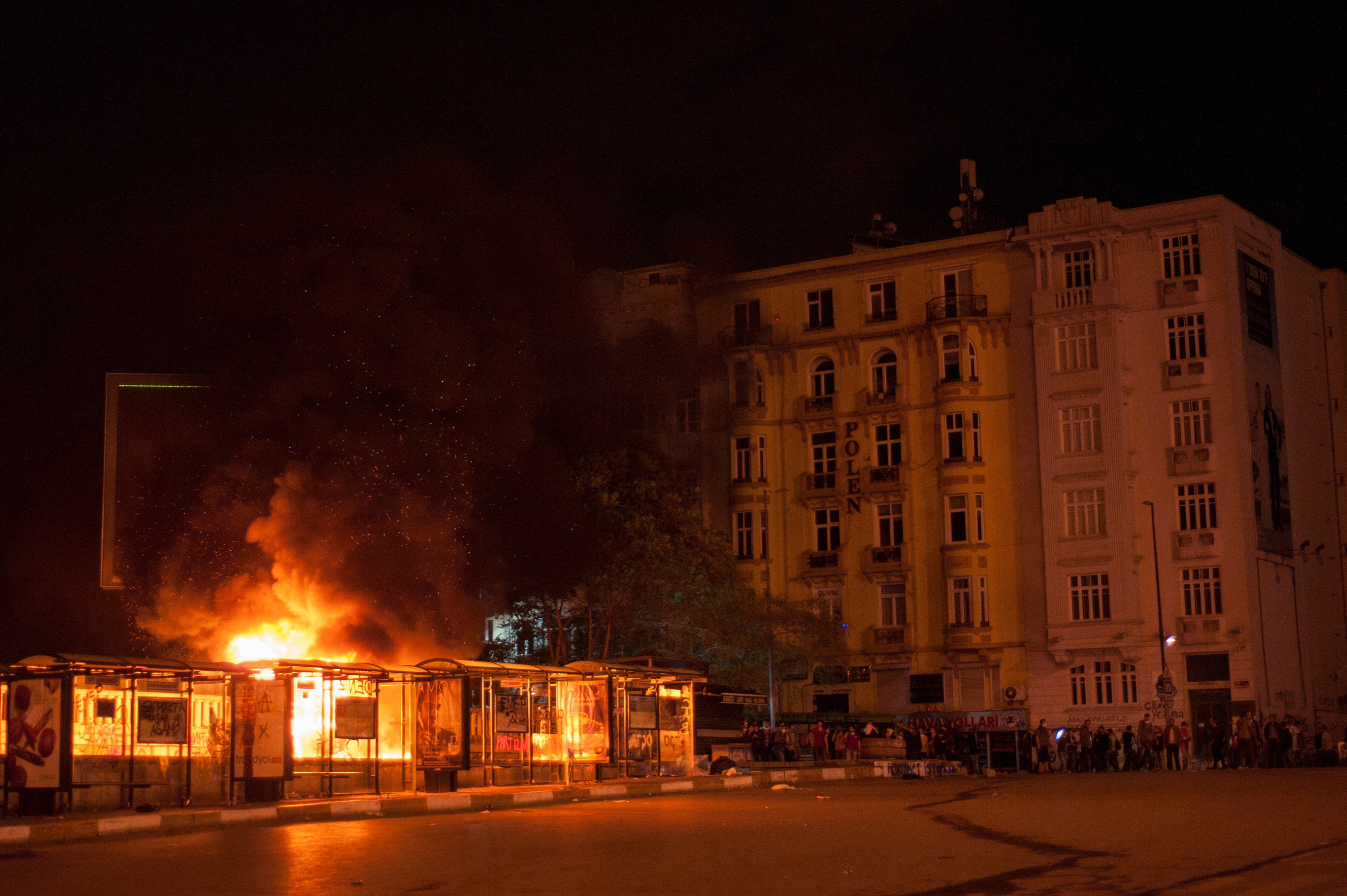
بعض الأشخاص يجلسون حول النار على مقربة من ساحة ميدان تقسيم، في 3، حزيران، 2013.

وقال نائب رئيس الوزراء السابق لتركيا وصديق مقرب من أردوغان عبد اللطيف شينر على اتصال هاتفي مباشر مع تلفزيون هالك أنه يعرف أردوغان بشكلٍ جيدٍ جدًا، وأنه إذا بنى أردوغان مركز للتسوق، وهدم حديقة غيزي، فإنه سيلوث يده بسوء الممارسة التي تجعل منه أكثر ثراءًا فقط. وبهذه الكلمات أعلن دعمه للمتظاهرين. كما ذكر أن «الهرب هو سلوك نموذجي لرجب طيب أردوغان»، بعد سماع الأخبار التي تفيد بأن أردوغان سيذهب في رحلة لمدة 3 أيام إلى الخارج. بعد فترة وجيزة من خطابه، أصبح عبد اللطيف شينر موضوعًا شائعًا على تويتر.
غادر رجب طيب أردوغان تركيا في جولة مدتها ثلاثة أيام في دول شمال أفريقيا من 3 إلى 6 يونيو.
أعلن اتحاد نقابات العمال الثورية في تركيا واتحاد نقابات العمال العموميين واتحاد عمال التعليم والعلوم إغيتيم-سين إضرابًا عامًا احتجاجًا على «إرهاب الدولة».
وبدأت فعالية على موقع التواصل الاجتماعي فيسبوك اسمه الاثنين الأسود (كارا بازارتيسي) في 3 يونيو. ارتدى أكثر من 100,000 شخص أسود في 3 يونيو 2013 كدليل على الاحتجاج ضد الحكومة. اختفى الحدث في وقت لاحق من الفيسبوك.
بدأ مجهول حملة إلكترونية ضد الحكومة التركية، واخترق العديد من المواقع الحكومية بما في ذلك موقع الرئاسة.
وانخفضت أسعار سوق الأسهم بشكل حاد خلال الساعات الأولى من الصباح. وكان مؤشر بورصة إسطنبول هو الأكثر تأثرًا منذ أغسطس 2011. وسُمي سقوط الدوائر المالية في ذلك اليوم باسم سقوط الأسود الاثنين.

## 4 يونيو

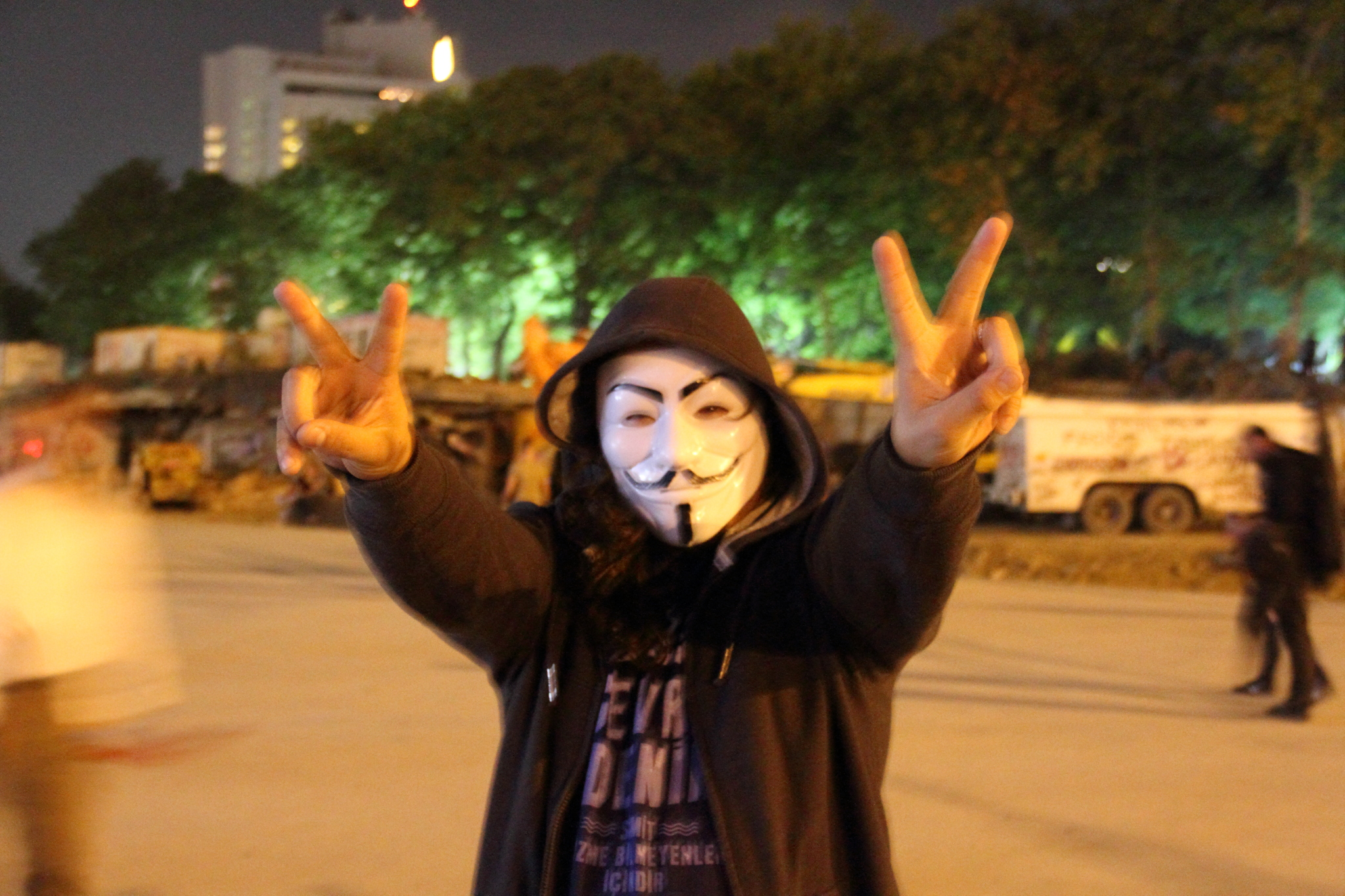
أحد المتظاهرين يرتدي قناع جاي فوكس.

واستمرت الاشتباكات في إسطنبول بين عشية وضحاها، لكن الشرطة لم تحاول عبور حاجز جيزي بارك. وأطلقت شرطة دولمباهس قنابل الغاز المسيل للدموع على متظاهر جريح كان مستلقيًا على الأرض. وعلى مدار اليوم، شهدت أحياء مختلفة من إسطنبول احتجاجات كبيرة ومواجهات عنيفة. وفي بيليك دوزو أغلق الآلاف من المتظاهرين الطرق الرئيسية وساروا إلى مقر حزب العدالة والتنمية المحلي. وألقت الشرطة قنابل الغاز على المتظاهرين.

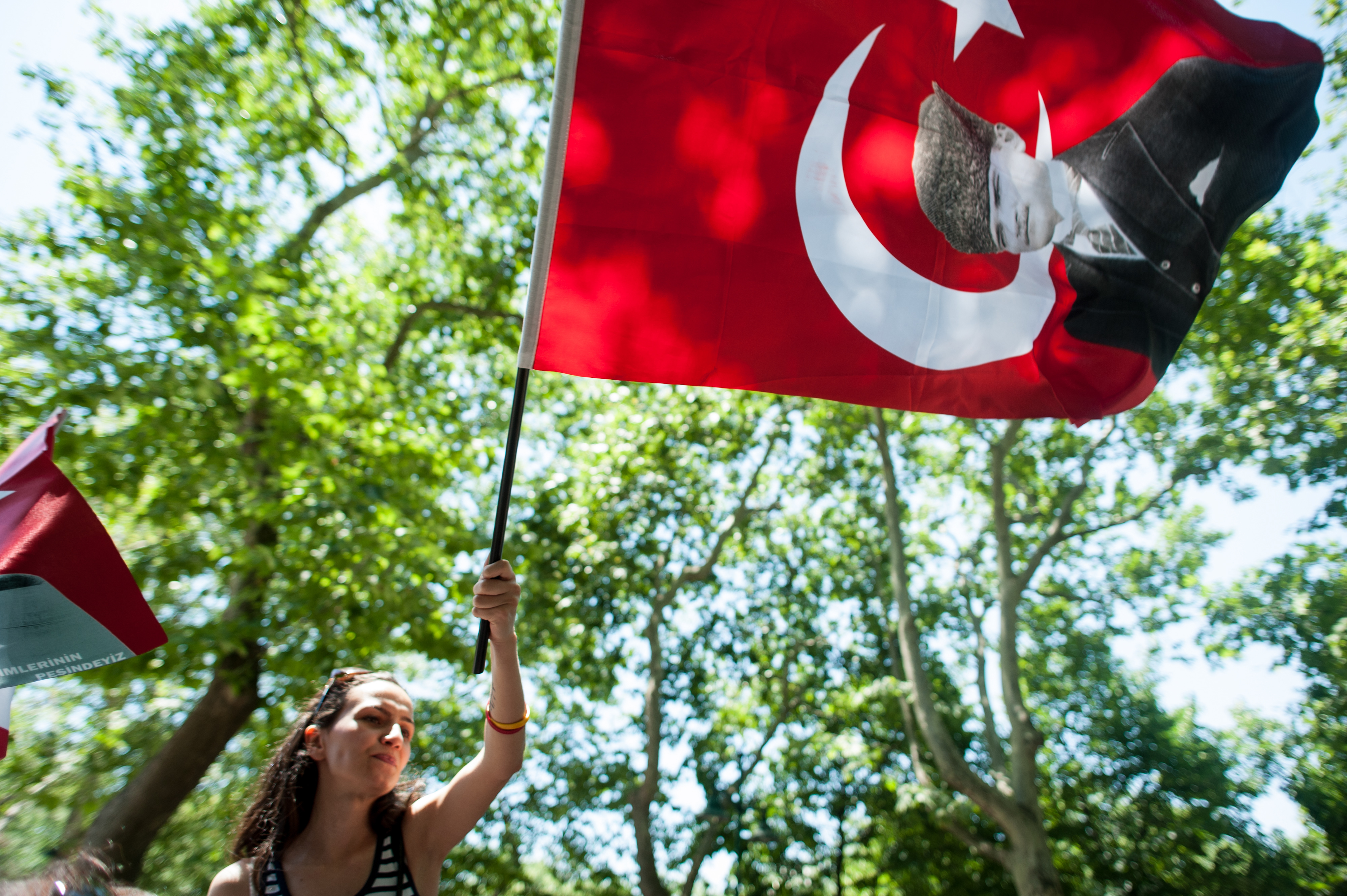
امرأة تلوح بعلم تركيا في فترة أتاتورك

وبحلول المساء كان هناك مرة أخرى عشرات الآلاف في ساحة التقسيم. وأفادت قناة الجزيرة أن «هناك العديد من الأس شارك أطفالها بالمظاهرة والذي أضفى جو الشعور بالمهرجان». كما ظهرت علامات على وجود بنية تحتية متطورة لتذكير بعض المراقبين في «أوكوبي وول ستريت» ب «المطبخ الذي يعمل بشكل كامل وعيادة الإسعافات الأولية ..والذان أُقيما في مكان مهجور في الجزء الخلفي من الحديقة»، مع استكمال روتاس وجمع التبرعات لنفقات سفر الناس. كما تم إنشاء «مكتبة المتظاهرين» المؤقتة، وأقام شيبنم فيرا حفلًا.
وأفادت الأنباء المحلية أن بلدية أنطاليا التي يسيطر عليها حزب الشعب الجمهوري كانت ترفض استخدام سيارات الإطفاء التابعة لها لإعادة ملء مدافع المياه التابعة للشرطة، إلا أن هذا الحكم تجاوزه حاكم مقاطعة أنطاليا الذي عينته الحكومة الوطنية.
وأظهرت بعض اللقطات ضباط الشرطة وهم يحطمو نوافذ الشقق العشوائية ويلقون الغاز المسيل للدموع ورذاذ الفلفل من خلال النوافذ. وفي الصباح الباكر، أخلى آلاف التلاميذ في أنقرة المدرسة وقاموا بمسيرة احتجاجًا على الحكومة. وتابعتهم سيارات الشرطة، ودعت الأطفال إلى وقف المظاهرة «غير قانونية» والعودة إلى المدرسة. وازدادت المظاهرات خلال فترة ما بعد الظهر، وفي وقت مبكر من المساء، سار عشرات الآلاف من المتظاهرين في حي باتكنت. وظل الآلاف من المتظاهرين بالقرب من كيزيلاى حتى الليل، واجهتهم فرق شرطة مكافحة الشغب مع عدة مدرعات تطلق الغاز المسيل للدموع، وشاحنات مدفع المياه. في جميع أنحاء البلاد في العشرات من المدن اندلعت مظاهرات واعتصام في الحدائق والمربعات، كما هو الحال في إسكي شهير، وريز، وطرابزون وتونسيلي. وفي مدن أخرى كانت هناك احتجاجات بدأت في وقت مبكر من المساء.
في تونسيلي، ورد تقرير غير مؤكد لشخص كردي شاب ضُرِب بالرصاص في الرأس وقُتل.
خرج الآلاف إلى الشوارع في سامسون في وقت متأخر من بعد الظهر، سائرين نحو مبنى حزب العدالة والتنمية. وأقامت الشرطة حواجز، وحول المتظاهرون المسيرة إلى اعتصام، مما أعاق حركة المرور عبر عدة شوارع. وذهبت المظاهرات في سامسون إلى الليل، مقابل مكتب حزب العدالة والتنمية المحلي.

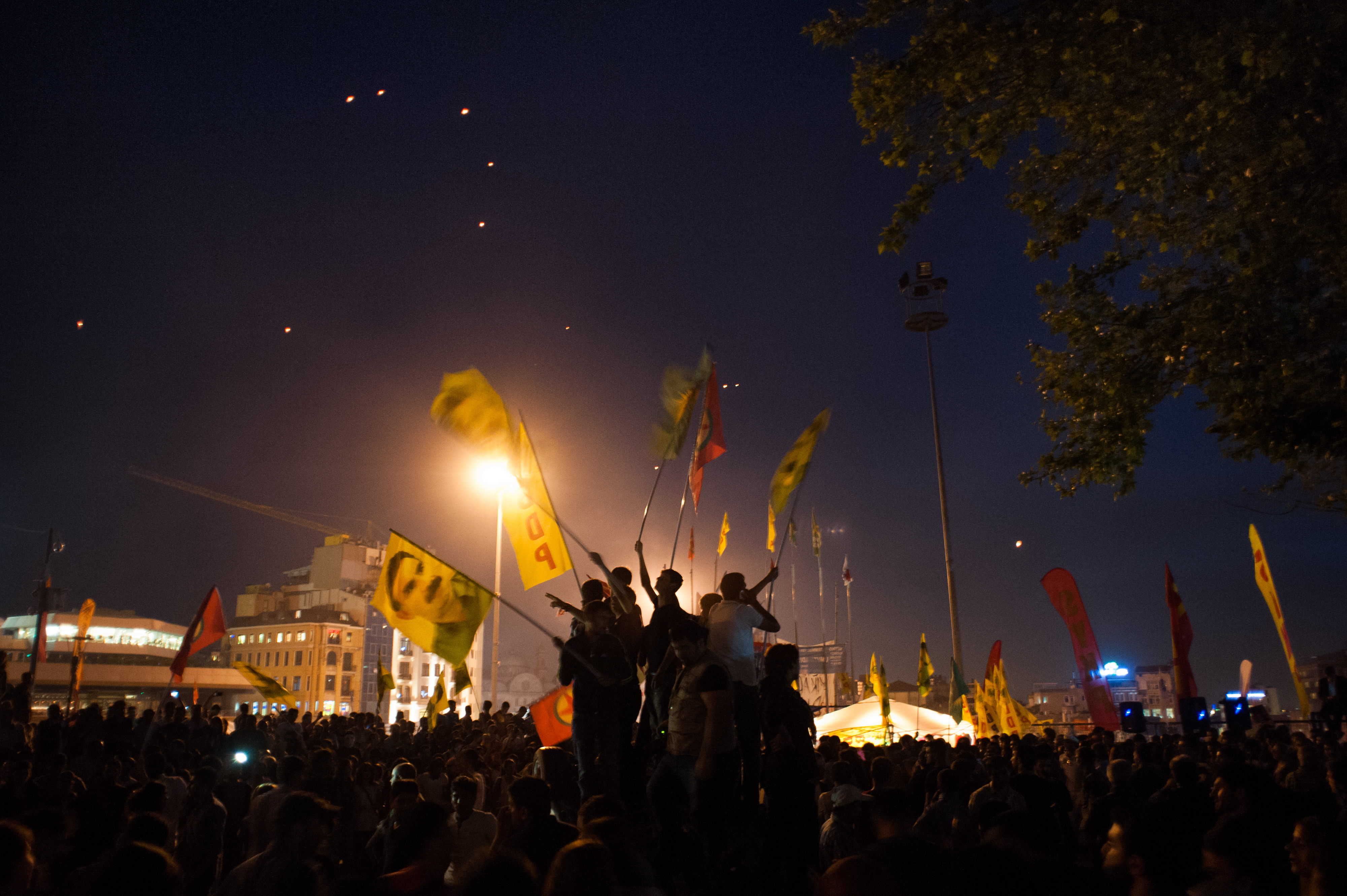
المتظاهرون يلوحون بالملصقات من أوجلان في ساحة ميدان تقسيم.

وفي أنطاكيا، استمرت المظاهرات التي نجمت عن وفاة عبد الله كوميرت في اليوم السابق. خرج عشرات الآلاف من المتظاهرين إلى الشوارع وحملوا تابوته. وانتشر الغضب عندما استخدمت الشرطة الغاز المسيل للدموع ومدافع المياه لتفريق الحشد. وقد أقيمت حواجز وحدثت مواجهات عنيفة بعد أن حاولت الشرطة التحرك على المتظاهرين. تم نشر الجيش التركي في شوارع أنطاليا. أُصيب أحد المتظاهرين في عينه من علبة غاز أُطلقت على المدى القصير، وكان يتعين إدخاله إلى المستشفى. كما تطوّرت الاحتجاجات إلى عنف في تونسيلي، حيث قامت الشرطة بنشر عربات مدرعة متعددة في مطاردات مع متظاهرين بعد أن هاجموا مكتب حزب العدالة والتنمية. وأُفيد بأن المستشفى في المدينة قد دُمر، ووردت تقارير عن وقوع عشرات الجرحى. وقد نُقل عن أحد المراقبين المحليين لحقوق الإنسان قوله إن «هذا المكان الآن مثل غزة».
كما وقعت اشتباكات بين المتظاهرين وشرطة مكافحة الشغب في أنطاليا، مع إطلاق الشرطة في العربات المدرعة الغاز المسيل للدموع على الحشود في جسر كاسم غوليك. وتوفي أحد رجال الشرطة بعد سقوطه من ممر سفلي بينما كان يطارد المتظاهرين.
اخترق مجهولون ما يقرب من 150 موقعًا تركيًا بما في ذلك بعض مواقع الحكومة التركية وتلك المؤيدة لحزب العدالة والتنمية.
وفي أزمير، اعتُقل 16 شخصًا بسبب «تشجيعهم على التمرد» عبر وسائل التواصل الاجتماعي. وكان من بين المعتقلين فتاة في سن المراهقة. وفقًا لأمها، احتُجزت وراء القضبان دون أشعة الشمس.
تم اعتقال المواطنين الإيرانيين (والذي كان يُحتمل أنهم كانوا لاجئين) المشاركين في المظاهرات في جميع أنحاء البلاد. وطبقًا لوسائل الإعلام الموالية للحكومة فإنهم ربما كانوا جواسيس يعملون لصالح الحكومة الإيرانية.
وفي 4 يونيو / حزيران، اعتذر نائب رئيس الوزراء بولنت أرنك، الذي كان في رحلة عمل إلى الخارج، إلى المتظاهرين بسبب «العنف المفرط» الذي استخدمته الشرطة في بداية أعمال الشغب، لكنه قال إنه لن يعتذر عن عنف الشرطة الذي جاء بعد.

## 5 يونيو

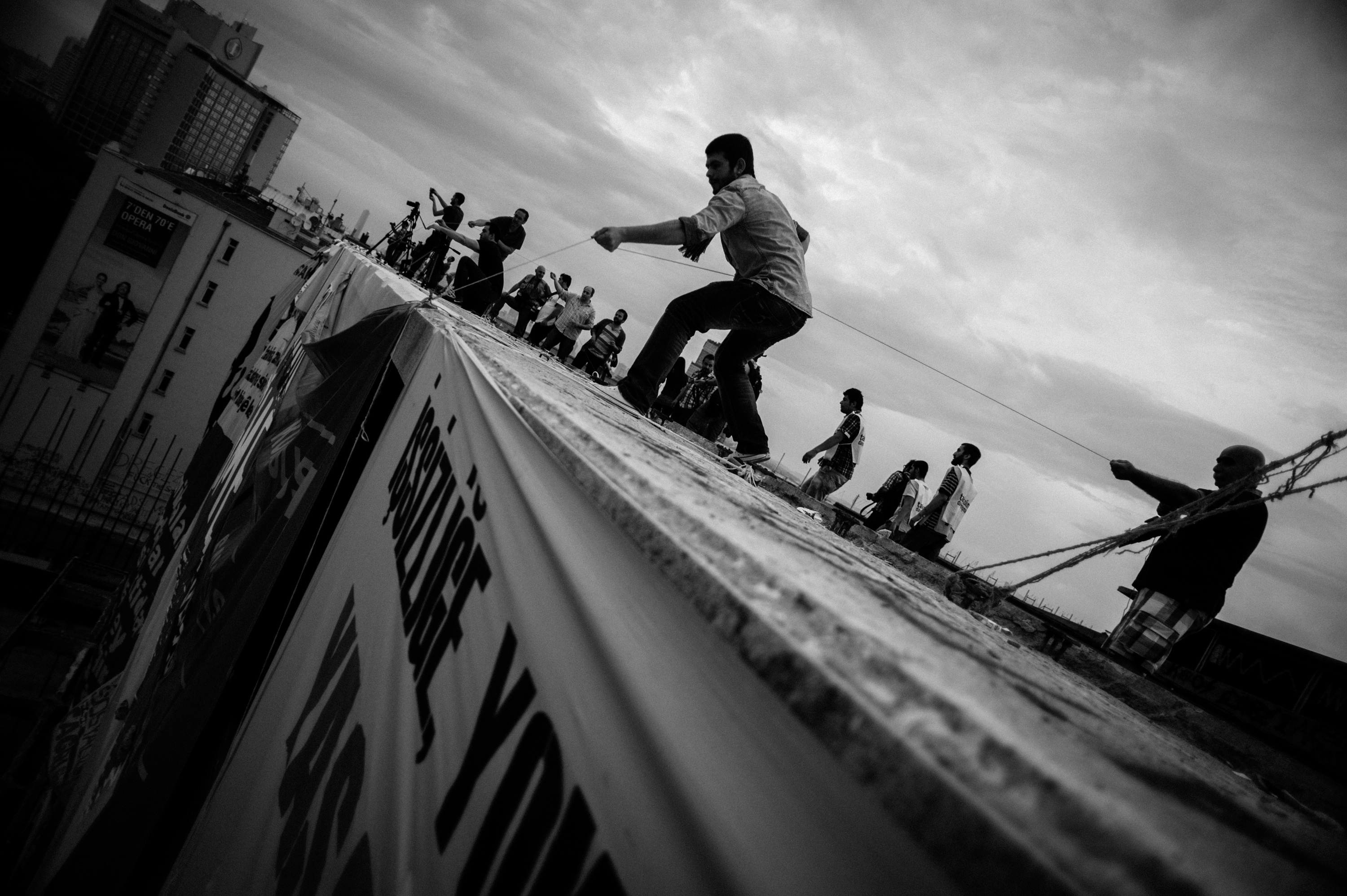
احتلال المتظاهرون لمباني بالقرب من ميدان تقسيم في 5 يونيو 2013.

وأُفيد أن الشرطة ارتكبت «جرائم الإنترنت» في أزمير، إذ شنت غارات على 38 موقعًا، واعتقلت 24 شخصا «متهمين باستخدام موقع تويتر لحث الناس على المجيء إلى الاحتجاجات». اخترق مجهول خادم البريد الإلكتروني من موقع رئيس الوزراء على شبكة الإنترنت وأفرج عن جميع أسماء المستخدمين من الشبكة، ولكن من دون كلمات السر. في نفس اللحظة تمكن الجيش الإلكتروني السوري من اختراق شبكة وزير الداخلية التركي، ونشر معلومات عن حسابات البريد الإلكتروني وكلمة المرور. وكتب أورهان باموك الحائز على جائزة نوبل مقالًا عن المتظاهرين نشر في جريدة سوديتش تسايتونج والجارديان لقّب فيه رئيس الوزراء أردوغان بالقمعي والاستبدادي.

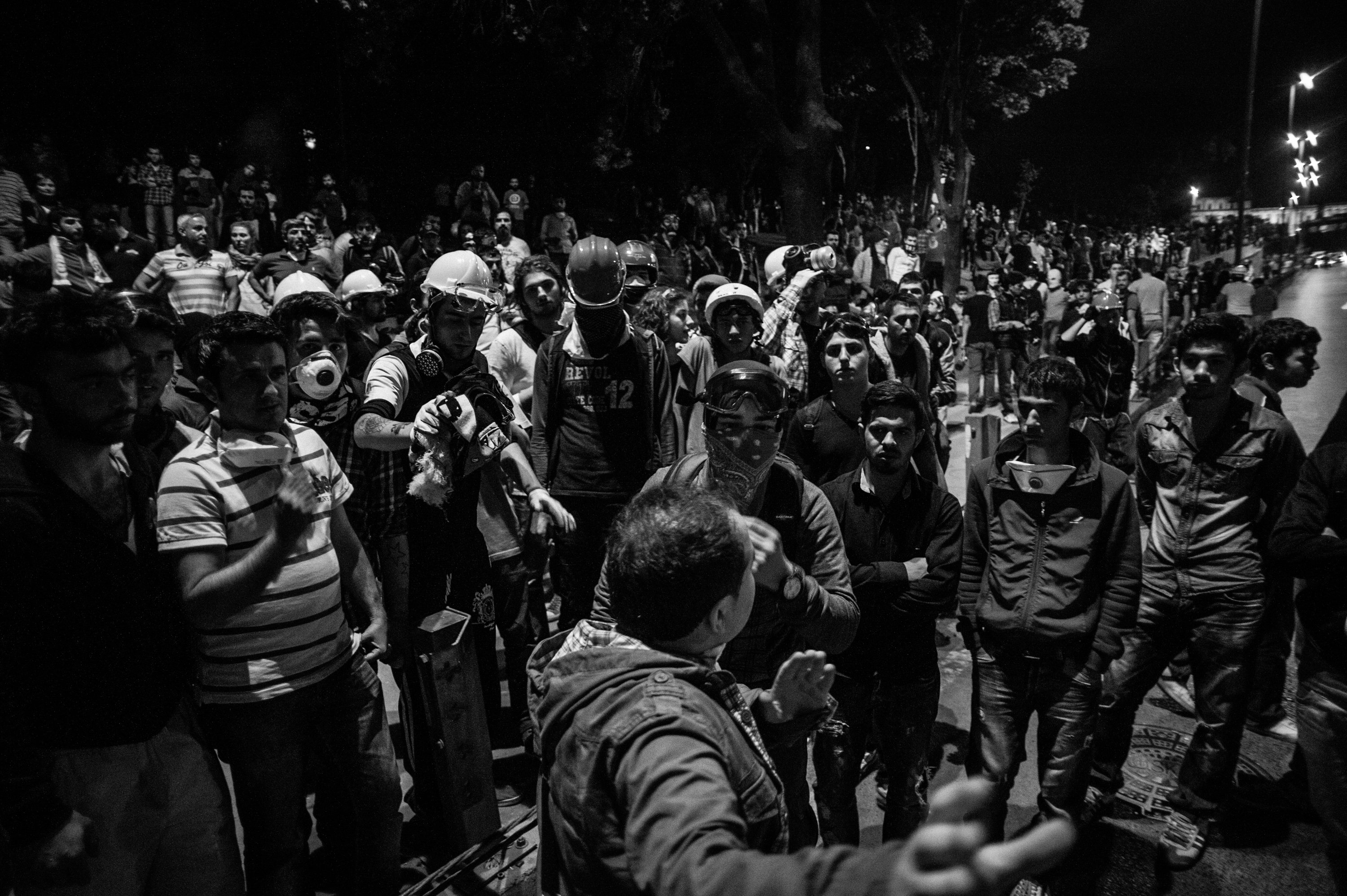
المتظاهرون يستعدون للقتال ضد هجمات الغاز المسيل للدموع في هذه الصورة من 5 يونيو 2013.

وفي وقت متأخر من الصباح، اضطرت عدة اتحادات إلى الإضراب، من بينهم عمال البلدية والمدرسون والمحامون. وتم تنظيم مسيرات واحتجاجات في أنقرة واسطنبول وبفراء وكوجالي وأنطاليا وجيرسون وهوبا وسيرت وغيرها. وكان عدد المتظاهرين في ساحة تقسيم في المساء هو الأعلى من أي وقت مضى منذ بدء المظاهرات، حيث كان من المقرر أن يعود رئيس الوزراء أردوغان إلى البلاد في اليوم التالي.
تجمع حوالي 10,000 مهاجم في ساحة كيزيلاى خلال فترة ما بعد الظهر. وفي وقت لاحق من بعد الظهر، تحولت الاحتجاجات عنيفة بعد أن حاولت الشرطة تفريق المظاهرة بقنابل الغاز المسيل للدموع ومدافع المياه. وأفيد بأن بعض الأشخاص أصيبوا في الاشتباكات. وجرت طوال الليل احتجاجات في أحياء مختلفة في أنقرة، معظمها في شكل مسيرات سلمية، وأحيانًا اشتبكت مع شرطة مكافحة الشغب باستخدام مدافع المياه والغاز المسيل للدموع. في أنقرة تم اعتقال مصور قناة أولوسال كانال، سركان بايركتار، وممثل أولوسال كانال، مصطفى كايا،
في ريزي (حيث تنحدر عائلة أردوغان) هاجم الناخبون من حزب العدالة والتنمية المتظاهرين، مما أدى إلى إصابة العديد من الأشخاص. وبعد أن اعتدى عشرات من مهاجمى حزب العدالة والتنمية بعنف على جثة إحدى الطالبات تدخلت الشرطة ودع تالمتظاهرين يهربون إلى محل قريب بينما ظل الحشد العنيف أمام المحل وهم يهتفون ببعض الشعارات. وعندما وصلت سيارة إسعاف لنقل المرأة بعيدا، غادر المتظاهرون المبنى الذي هاجمه مؤيدو حزب العدالة والتنمية مرة أخرى. وفقا لرئيس بلدية حزب العدالة والتنمية في حزب العدالة والتنمية، كان المهاجمون «جماعة غير معروفة».
وفي أعقاب تصاعد الاضطرابات على مستوى البلاد، صرح دبلوماسي مجهول مقرب من الإدارة للصحافة بأن «الشاغل الرئيسي في هذه اللحظة هو أن رئيس الوزراء مازال محتفظًا بصمته» و «مهما كان يبدو أن هذا يؤجج ويثير المشاعر» في إشارة إلى الغياب المقصود من البلاد.
في أنطاكية مساءًا، عقد الآلاف مسيرة مضاءة بالشموع حفلًا في الساحة المركزية مع العروض الموسيقية في إحياء ذكرى عبد الله كوميرت.

## 6 يونيو
ظلَّ الآلاف من المتظاهرين في تقسيم خلال الليل. ولأنها كانت ليلة مقدسة إسلامية، لم يتوقع المتظاهرون مواجهات مع الشرطة.

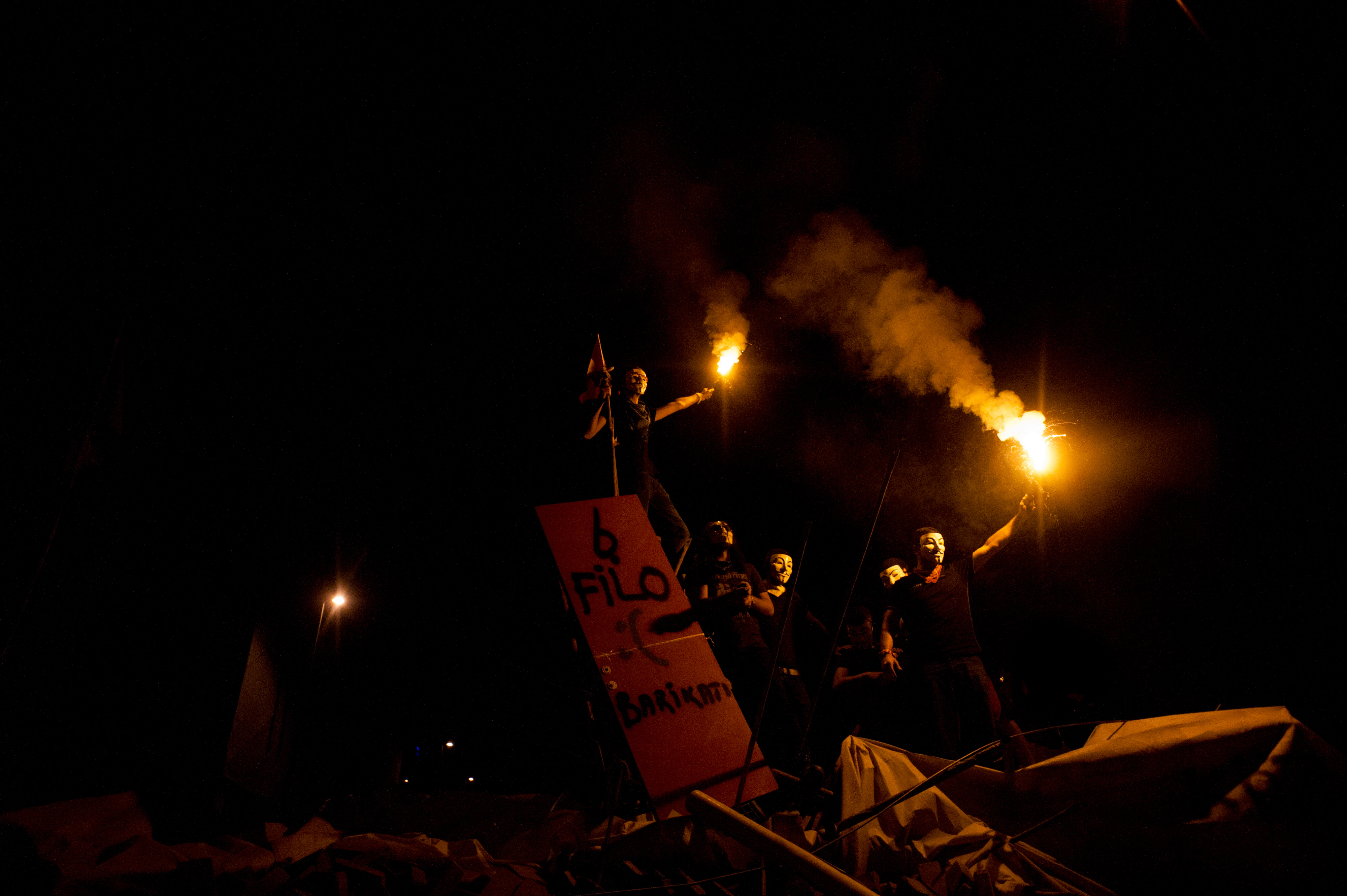
الحواجز وهي مازالت في الموقع

وللمرة الأولى في المظاهرات، لم تحدث نزاعات صعودًا نحو بشيكتاش. تم إطلاق سراح جميع الأشخاص الذين تم القبض عليهم في الليلة الماضية، باستثناء واحد منهم، لإرساله بعض رسائل تويتر.
واعتبر أردوغان أن الاحتجاجات «غير ديموقراطية» وأنه «يتم التلاعب بها» من قبل المتطرفين وأن المتظاهرين بينهم «متطرفون متورطون في الإرهاب». وقال إن خطط إعادة التطوير ستمضي قدمًا. بعد وقت قصير من بث التعليقات، انخفضت أسواق الأسهم التركية بنسبة 5٪.
كما عاد أردوغان في المساء من جولته الخارجية، وشنّ حزب العدالة والتنمية حملة ونظمت حافلات لجمع الآلاف من المؤيدين في مطار أتاتورك، بمساعدة بلدية إسطنبول التي يديرها حزب العدالة والتنمية والتي تمتد طوال ساعات افتتاح مترو إسطنبول حتى الساعة 4 صباًحا. غير أن ذلك لم يتعارض مع تصريحات نائب رئيس حزب العدالة والتنمية حسين سيليك، وحث المؤيدين على عدم القيام بذلك، وأن رئيس الوزراء «لم يكن بحاجة إلى إظهار الدعم». وأشار مراسل بي بي سي جيريمي بوين إلى أن «هناك بعض الشروخ الناشئة داخل حزبه». هتف حشد حوالي 10 آلاف شخص «سنموت من أجلك، أردوغان»، «دعونا نذهب نسحق كل منهم»  و«دعونا نذهب، دعونا نسحق التقسيم».

## 7 يونيو

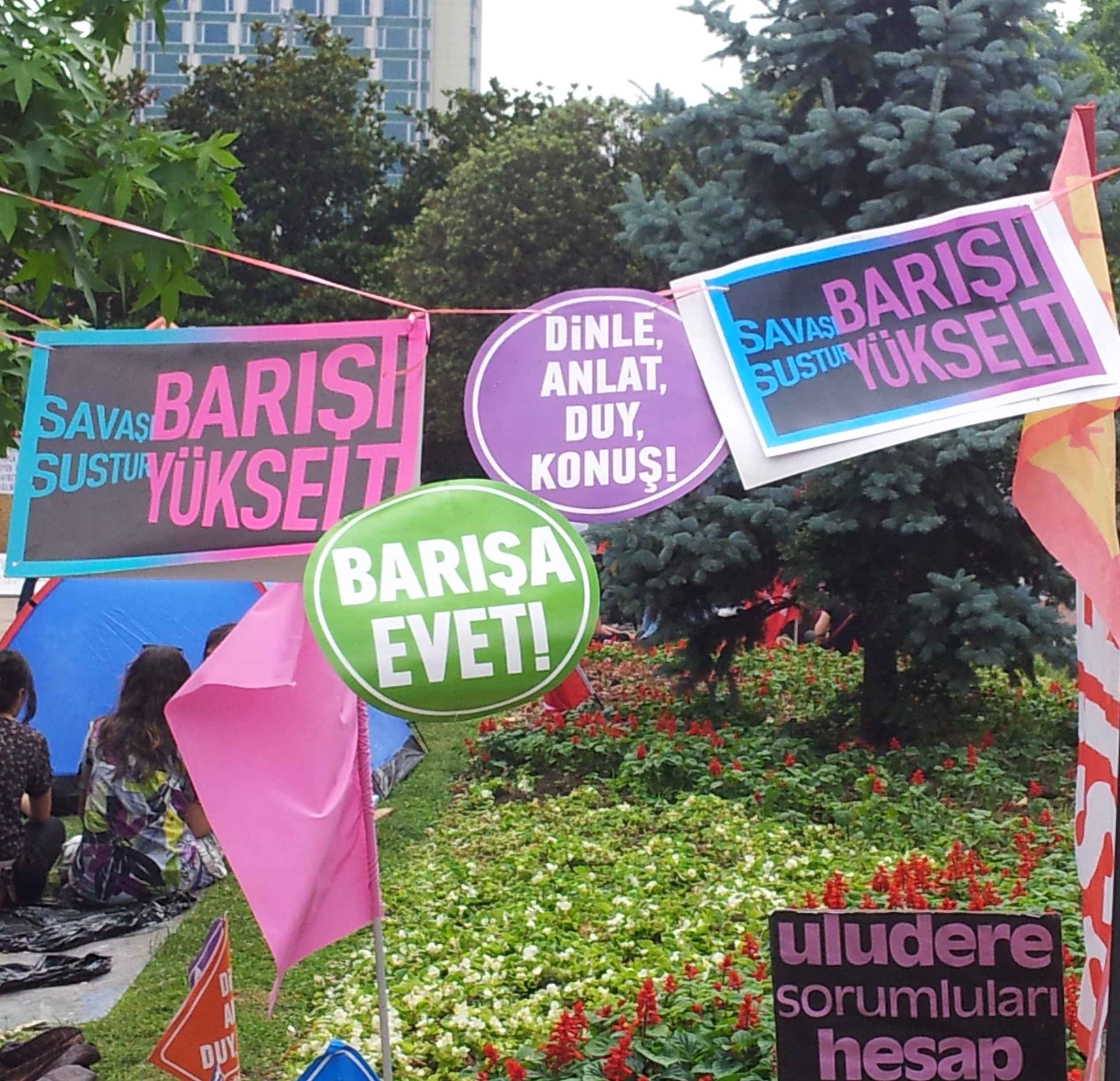
وهناك عدد قليل من اللافتات المتعلقة بدعم عملية الحل وطلب الحكم العادل لمذبحة أولودير معلقة في حديقة غيزي خلال الاحتجاجات.

استقال مدير حزب العدالة والتنمية في مقاطعة إيغدر، محمد سويوك، احتجاجًا على الأحداث. وكانت مجموعة تطلق على نفسها اسم «المسلمين المناهضين للرأسمالية» تصلي في حديقة غيزي تكريمًا لبداه كوميرت وقائد الشرطة مصطفى ساري.

## 8 يونيو

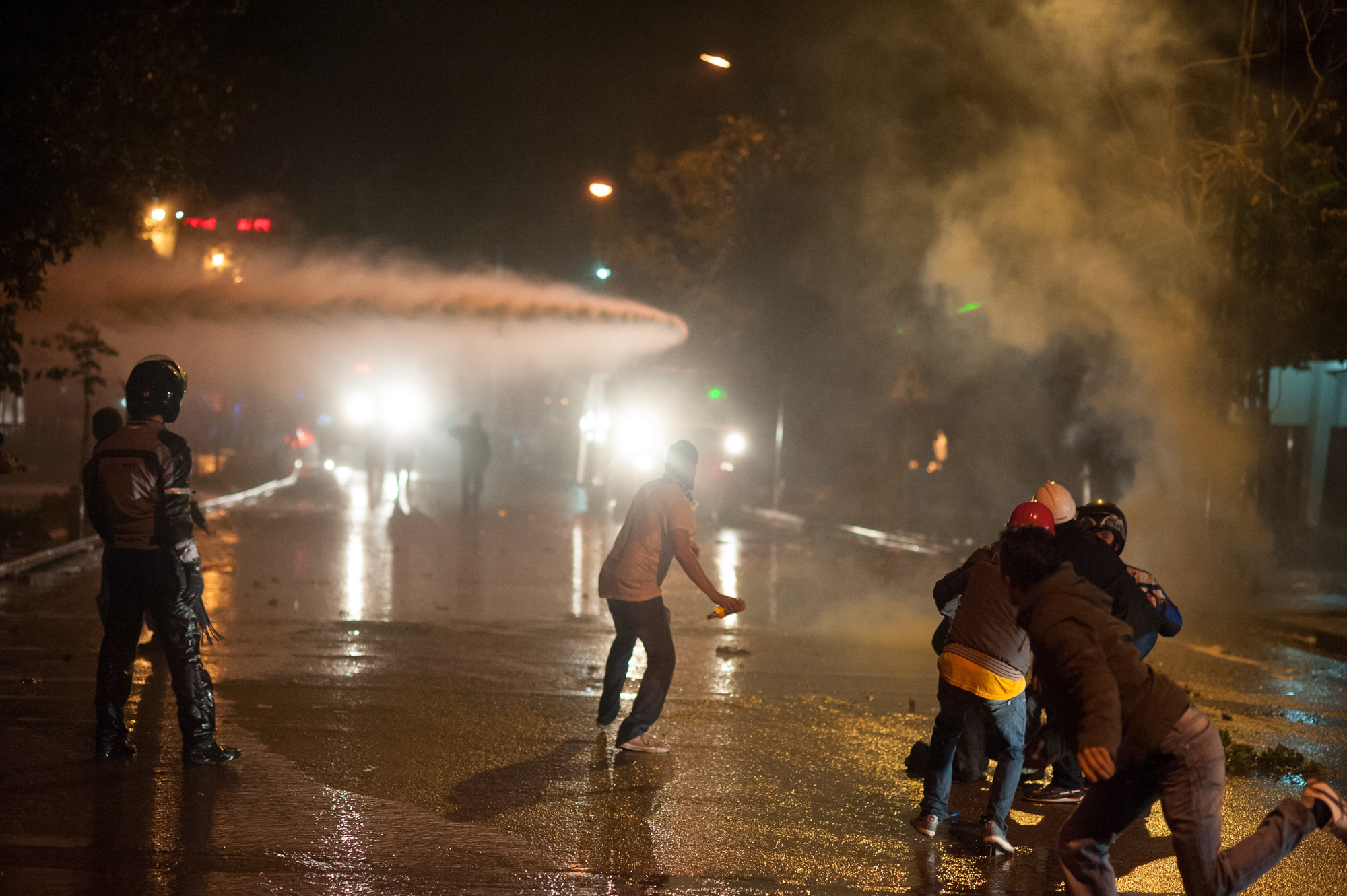
اشتباك الشرطة في أنقرة مع المتظاهرين ليلة 7 - 8 يونيو 2013

استمرت الاحتجاجات على ساحة التقسيم بدعم من أنصار كرة القدم الرئيسية في إسطنبول. الذين تعاونوا لوضع مشاعل على قمة مركز أتاتورك الثقافي. قرر حزب العدالة والتنمية عقد تجمعين «الوحدة والتضامن» في أنقرة في 15 يونيو وإسطنبول في 16 يونيو. وقال أردوغان «نحن لا نفعل ما فعله عدد قليل من اللصوص، ولانضع النار على النار لكي ندمر».
وقد نشرت مقالة نشرت في رويترز أن «مصادر مقربة من حزب العدالة والتنمية تتحدث عن شعورها بالحصار داخل قيادة الحزب، مع وجود نفوذ إذا كانت القوى المتباينة تتغاضى عن الركود علنًا لكنها لا تزال قلقة بشأن مدى قوة أردوغان ورده المطلق على الاحتجاجات».
وعقد اجتماع تنفيذي خاص لحزب العدالة والتنمية استغرق أكثر من 4 ساعات وناقش عددًا من السيناريوهات بما في ذلك الدعوة إلى إجراء انتخابات مبكرة وتأخير محاولة الرئيس أردوغان بتغيير القوانين الداخلية لحزب العدالة والتنمية التي تمنع أردوغان من الترشح لولاية رابعة كرئيس للوزراء وإمكانية زيادة الرقابة على وسائل التواصل الاجتماعي يفهم أنه قد نوقش. وعقب الاجتماع أكد علنًا من جديد أنه لن يتنحى عن منصبه ورفض الدعوة إلى إجراء انتخابات مبكرة في محاولة لكسر الجمود، مما أدى بدوره دون شك إلى إصدار تحدي لمعارضيه السياسيين لانتخاب حزبه في الانتخابات البلدية التي جرت في مارس / آذار 2014.

## 9 يونيو
قال أردوغان في خطاب ألقاه في أضنة أن «حتى الصبر له حدود» وحشد مؤيدين للحكومة. وظهر أن المتعاطفين مع حزب العدالة والتنمية كانوا يلقون الحجارة على المتظاهرين المناهضين للحكومة.

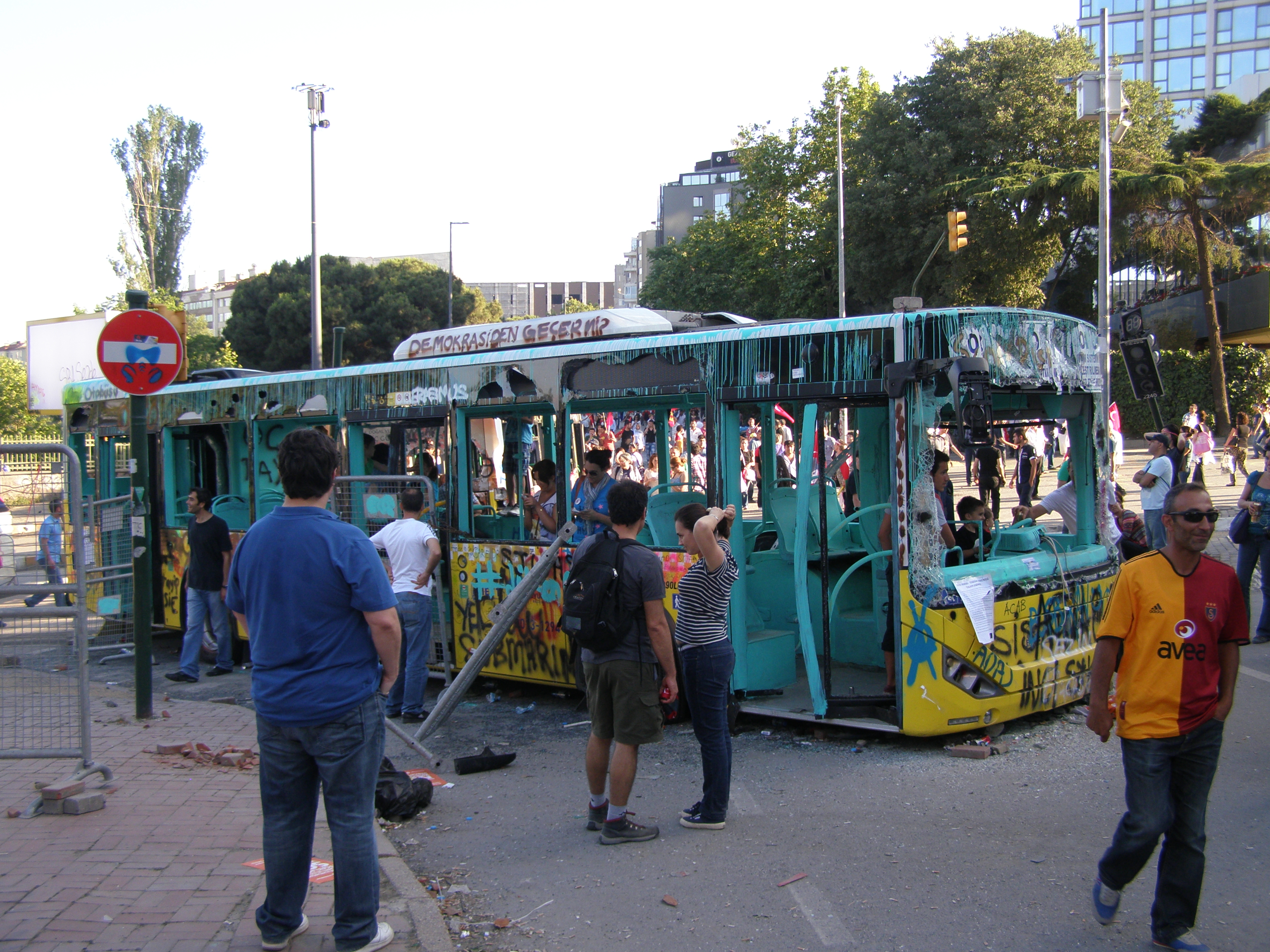
استخدام حافلة عامة تالفة كحاجز

وقال رئيس الشرطة امنييت سن رئيس فاروق سيزر أن ما لا يقل عن 6 من رجال الشرطة قد انتحروا في إسطنبول بسبب معايير عمل قاسية للغاية كشرط لعملهم. ونقلت عنه قوله «إن العنف الذي تراه في النهاية هو انعكاس للعنف الذي يتعرض له رجال الشرطة، ولا يتعرضون للعنف من قبل المتظاهرين فحسب، بل بفترات عمل مدتها 120 ساعة متتالية مع خبز وطعام لاذع فقط، كما أن أفراد الشرطة يتعرضون للعنف داخل المؤسسة». بينما أقرت إدارة الشرطة بحدوث الانتحار، إلا أنها نفت أي صلة لهذا مع الاحتجاجات رغم أن كل ذلك حدث خلال الأسبوعين الماضيين.

## 10 يونيو
اتهم زعيم حزب الشعب الجمهوري المعارض الرئيسي كمال كيليكداروغلو أردوغان بتصعيد التوترات المتعمدة وسحب تركيا «إلى النار».
وحذّر موديز وفقًا لوكالة التصنيف التركية من أن الاحتجاجات المستمرة ستؤدي إلى مخاطر ائتمانية كبيرة.
وذكر ممثل ميميت علي ألابورا أنه كان مهددًا بسبب دعمه للمظاهرات في حديقة غيزي بعد أن ادعت يني شفق أنه كان جزءًا من مؤامرة للإطاحة بالحكومة، مستشهدًا بتوجيهه مسرحية مينور.
وقال نائب رئيس الوزراء أرنك أن أردوغان وافق على مقابلة منظمي الاحتجاج يوم الأربعاء 13 يونيو.
وحذر أيضًا من أن الحكومة "لن تتسامح بعد الآن مع" الأعمال غير المشروعة "، مما يعني ضمنًا أن احتلال تقسيم ومتنزه غيزي المرافق له سيختتم بحلول نهاية الأسبوع.
وافق الرئيس عبد الله غول رسميًا على مشروع القانون المثير للجدل الذي يقيد مبيعات الكحول بين الساعة 10 مساء و 6 صباحًا على الرغم من أنه ينظر إليه إلى حدٍ كبيرٍ على أنه أحد القشات التي قصمت ظهر البعير وأجّجت غضب المتظاهرين فيما يتعلق بالتدخل الحكومي غير المسبوق في أسلوب حياتهم.

## 11 يونيو

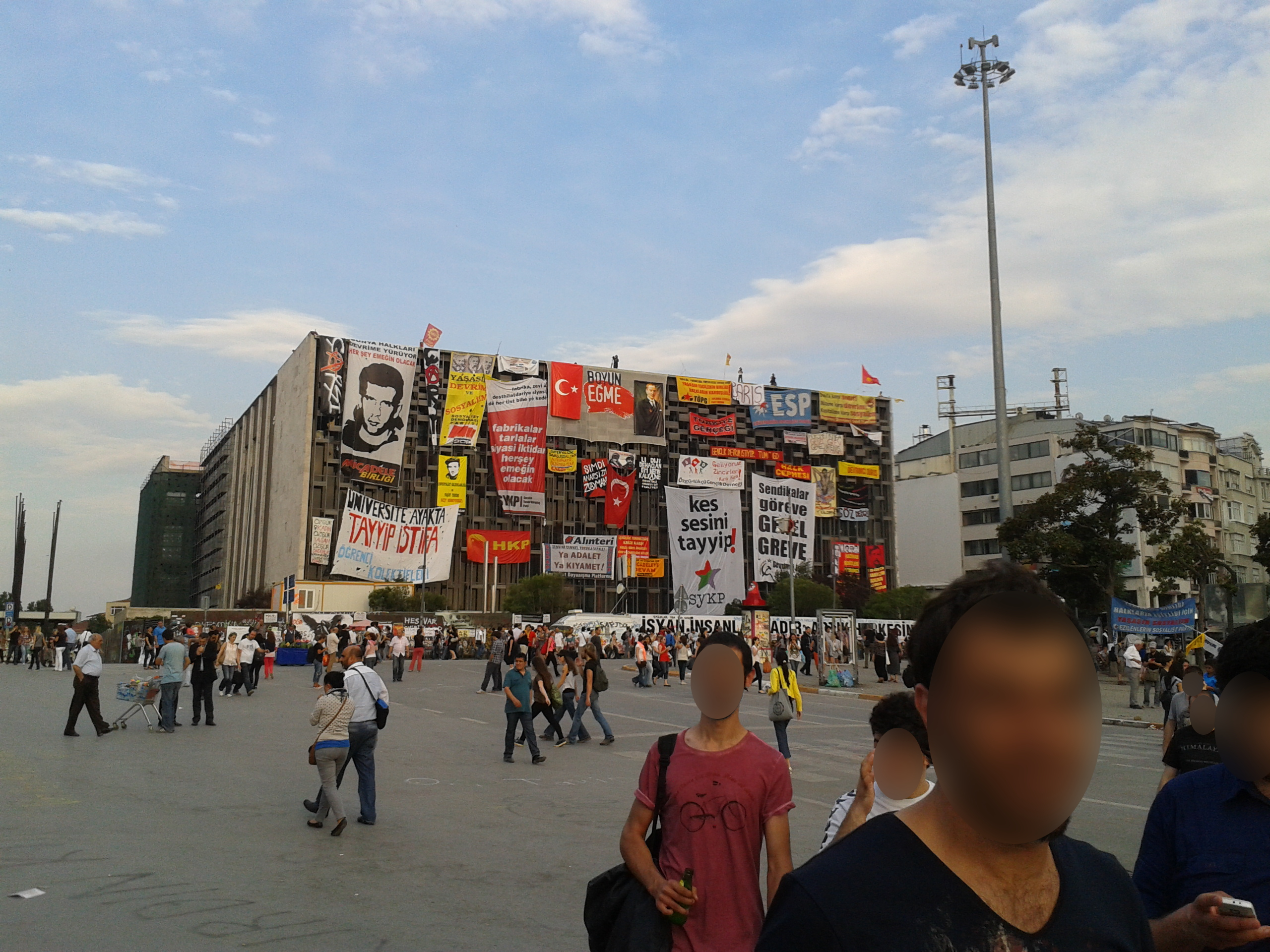
الملصقات واللافتات والأعلام على مركز أتاتورك الثقافي في 7 يونيو

غادرت الشرطة غادرت الساحة منذ 1 يونيو / حزيران، ولكن حوالي الساعة 4 صباحًا، تم كسر الحواجز التي أقامها المتظاهرون في ساحة تقسيم غيزي من قبل قوات الشرطة، ودخل مئات رجال الشرطة مرة أخرى لطرد المدنيين من خلال مواصلة إطلاق الغاز المسيل للدموع مع إصابة شخصين على الأقل حتى الآن. وبدأت الشرطة باستعادة جزء من الساحة حوالي الساعة 7:30 صباحًا باستخدام قوة غير مسبوقة من الغاز المسيل للدموع والرصاص المطاطي ومدافع المياه مما تسبب في انسحاب معظم المتظاهرين إلى حديقة غيزي. وقال مكتب الحاكم إن الهدف من هذا هو "وضع لافتات من مركز أتاتورك الثقافي وتمثال أتاتورك". وفي حوالي الساعة 2 مساءًا شرطة دخلت شرط مكافحة الشغب حديقة غيزي، وتركتها بعد حوالي 10 دقائق. وقالت الجمعية الطبية التركية أن هناك مئات الإصابات خلال أحداث النهار، بما في ذلك عشرات الأشخاص المصابين بصدمات الرأس من كبسولات الغاز المسيل للدموع، وخمسة إصابات خطيرة. وأشاد أردوغان بعملية الشرطة. وقال حاكم إسطنبول موتلو أن الساحة سيتم تطهيرها من "العناصر الهامشية". وخلال محاولة استعادة الشرطة للتقسيم، شوهد عدة أشخاص يرمون زجاجات مولوتوف حيث كان المحتجون يقومون ببناء منطقة عازلة بين حديقة غيزى والشرطة المتجهة إلى مركز أتاتورك الثقافى. قال المتظاهرون إنهم لم يتعرفوا على هؤلاء الناس. وفي وقت لاحق أعلن محافظ إسطنبول أن رماة المولوتوف استخدموا لافتات بارزة لحزب الديمقراطية الاشتراكية، لكن قيادة الحزب الديمقراطي الحر نفت صلعتهم بها. صوّرت بعض الصور أن بعض رماة المولوتوف كانوا يرتدون أقنعة الغاز المتطورة التي ترتديها الشرطة. لاحظ الحراس لوقا هاردينغ أن "محاولاتهم مشبوهة وغير مشبوهة بشكل مشبوه - مع" المتظاهرين "في مرحلة ما تتقدم في هجوم على الطراز الروماني الميؤوس منه"، مضيفًا أن "المتظاهرين" كانوا في الواقع ضباط شرطة في منتصف العمر ، ونظموا "هجومًا" غير معقول من تلقاء أنفسهم لصالح الكاميرات. "

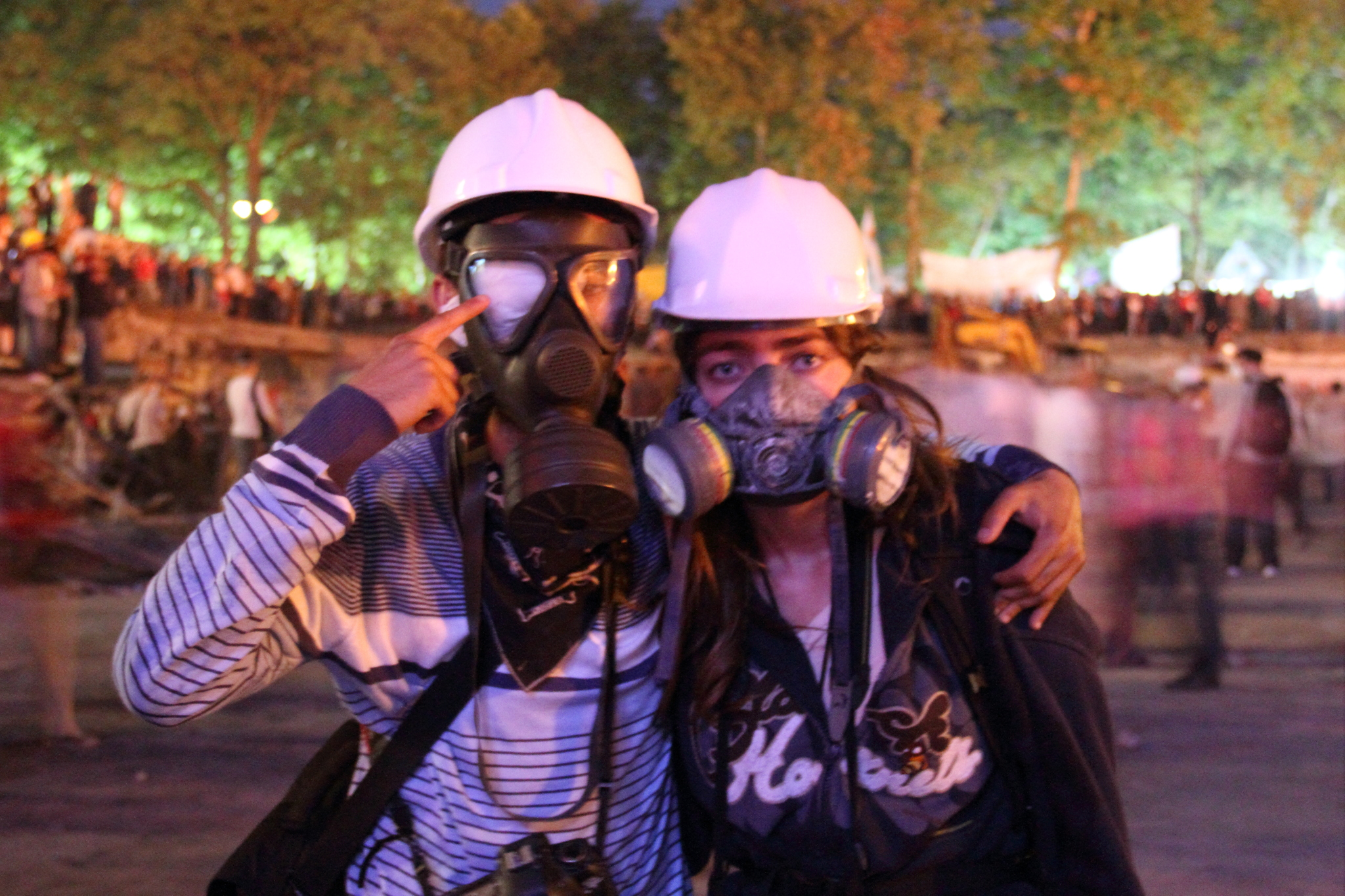
مىظاهر مُصاب يشير إلى عينيه

سرق بعض أنصار نادي فنربخشة لكرة القدم بعض أجهزة الكمبيوتر، ولكن مكاتب أخرى في المبنى لم يتم مسّها.
وقال متحدث باسم حزب العدالة والتنمية أن أردوغان لن يلتقى سوى بغض الذين شاركوا في «احتجاج قانونى» ورفضوا دعوة أعضاء منصة التضامن في التقسيم والتي سبق أن اجتمعت مع إرينك. وأصدر أردوغان مرة أخرى خطابًا يأمر فيه جميع المدنيين بالانسحاب من الشوارع. تم اعتقال ما لا يقل عن 20 محاميًا في قصر إسطنبول كاجلايان لإلقاءهم بيانًا صحفيًا عن حديقة غيزي وتعامل الشرطة مع الأمر، بما في ذلك شرطة مكافحة الشغب. ووصف المحتجون بأنهم تعرضوا لهجمات «وحشية جدًا»، حيث أُصيب العديد منهم بجراح: «حتى أنه تم ركل رؤوسهم، بينما وقع المحامون على الأرض، إذ شكلت قوات الشررطة حولهما دائرة ثم هاجموهم». وفي حوالي الساعة 8.20 مساءًا، جددت الشرطة إطلاق الغاز المسيل للدموع وهجمات مدفع المياه على عشرات الآلاف الذين تجمعوا في ساحة التقسيم. وشوهد إطلاق النار على إحدى شاحنة زيادة إشارة استقبال الهاتف المحمول. وقد استخدم المتظاهرون الهواتف المحمولة بشكل كبير لاستخدام تويتر ووسائل التواصل الاجتماعي الأخرى.
وقال مسؤول أمني تركي أن الشرطة استخدمت الغاز المسيل للدموع في الأيام الثلاثة الأولى من الاحتجاجات لأنها تُستخدم عادة بشكلٍ عام.

## 12 يونيو
استمرت الاشتباكات بين الشرطة والآلاف من المتظاهرين في ساحة التقسيم على الرغم من تعهد أردوغان بالأمس فقط أنه «لا مزيد من التسامح» مع الاحتجاجات الجارية. قدم المتظاهرون في حديقة غيزي الإسعافات الأولية لضابط شرطة ضُرب من قبل سقوط الخشب.
قام المجلس الأعلى للإذاعة والتلفزيون بتوقيع الغرامة على عدد من القنوات، بما في ذلك هالك تي في، وقناة أولوسال تي في، وجيم تي في وإم تي في؛ ل «الإضرار بالنمو البدني والأخلاقي والعقلي للأطفال والشباب» من خلال تغطية تغطية احتجاجات حديقة غيزي. اخترق مجهولون موقع رتوك ردًا على ذلك.
احتجّ أكثر من 2000 محامٍ في إسطنبول (وأكثر من ذلك العدد في أنقرة وإزمير) على اعتقال المحامين في اليوم السابق. واعتُقل صحفيان تابعان لهيئة الإذاعة الكندية، وأعرب وزير الخارجية الكندي عن قلقه إزاء ذلك؛ وتم إطلاق سراحهما بعد ساعات قليلة. وقال مراسلون بلا حدود إن الصحفيين يُستخدمون ككبش فداء من قبل الجانبين، وتم الإبلاغ عن مزيد من الإصابات للصحفيين في 11 يونيو.
قدّمت وكالة الأناضول المملوكة للدولة تقارير مكثفة عن الاحتجاجات في لندن على مجموعة الثماني، وحاولت إنشاء حملة على تويتر حول الهاشتاج #occupylondon، التي التقطها مؤيدو حزب العدالة والتنمية.
وفي المساء أُقيم حفل موسيقي في ساحة تقسيم غيزي لجمهور من الآلاف، لمدة 14 ساعة أحياه عازف البيانو الألماني الكبير دافيد مارتيلو، في جولته حول العالم، على البيانو الذي بناه نفسه. مضت تلك الليلة بسلام دون تدخل الشرطة، رغم أن الشرطة صادرت البيانو في اليوم التالي.

## 14 يونيو
قالت الحكومة، بعد لقاء أردوغان مع ممثلين عن المتظاهرين، أنها ستحترم أحكام المحكمة وقف مشروع حديقة جيزي.
طلبت وزارة الصحة من غرفة إسطنبول الطبية تنظيمها للإسعافات الأولية خلال الاحتجاجات.

## 15 يونيو

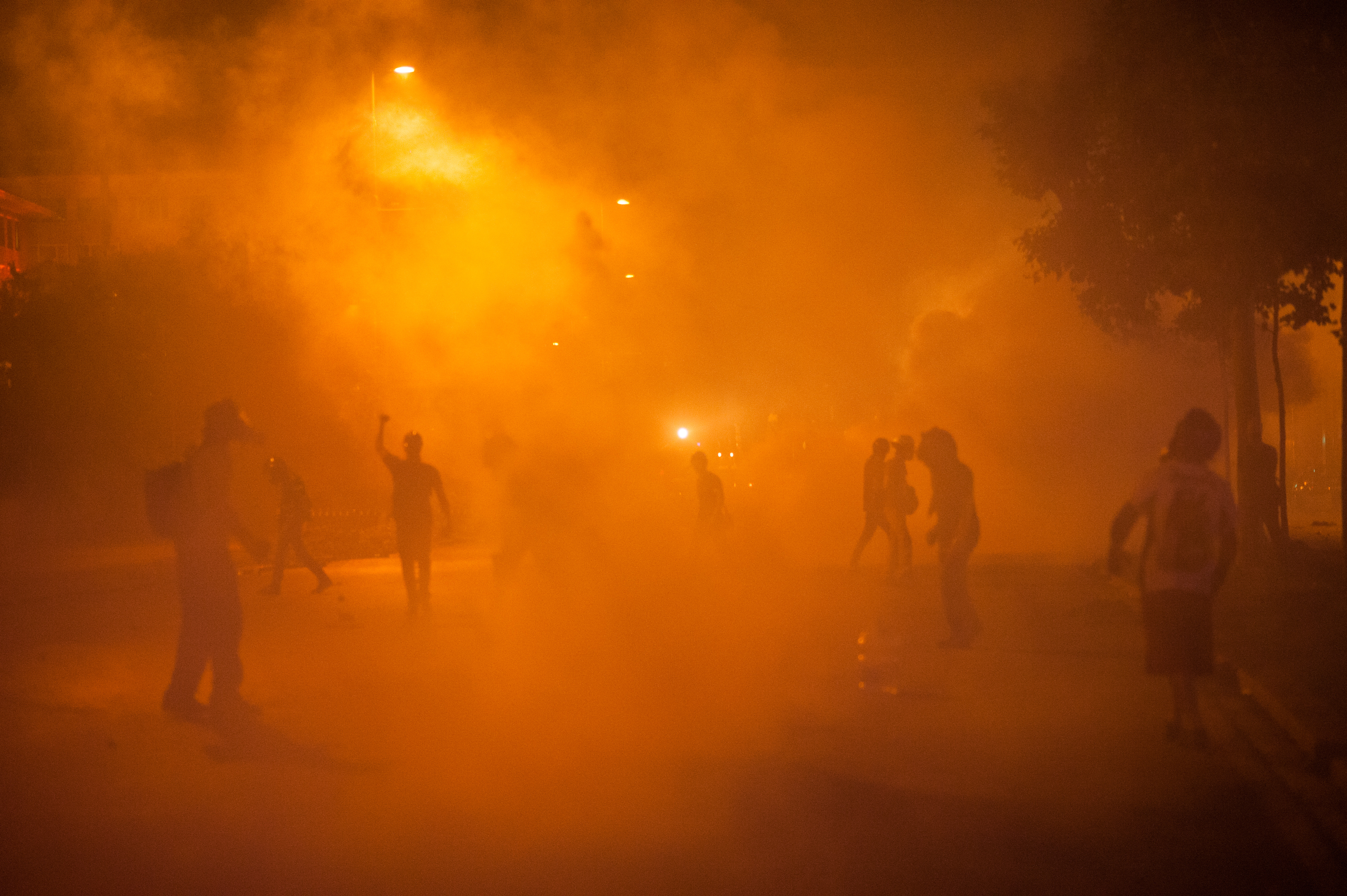
إطلاق الغاز المسيل للدموع خلال احتجاجات حديقة غيزي. أحداث 15 يونيو 2013

تم نقل 1000 من رجال شرطة مكافحة الشغب، بعيدًا عن ديار بكر في جنوب شرق تركيا، ودعت قوات الدرك لتوفير مدافع مياه إضافية والمزيد من الأفراد.
في المساء، انتقلت الشرطة إلى حديقة غيزي، وتم تنظيفها. وقال أحد الشهود «كان هناك موسيقي معروف مع مئات من الناس والعائلات في جو المهرجان في الساحة ثم فجأة جاءت الشرطة من جميع الجوانب مع مدفع المياه والغاز المسيل للدموع». حاولت الشرطة كسر أبواب فندق ديفان إسطنبول القريب، واستُخدم كمركز للإسعافات الأولية من قبل المتظاهرين، وأطلقت الغاز المسيل للدموع مرارًا وتكرارًا. وكانت كلاوديا روت، وهو أحد أعضاء حزب الخضر الألماني وإحدى السياسيين الرئيسين الحاليين للحزب، في فندق ديفان إسطنبول، ووقعت ضحية للغاز المسيل للدموع. وقال روت: «هذه الحرب مثل مطاردة الناس عبر الشوارع، الذين ووجهوا بقنابل الغاز المسيل للدموع على الشعب». ووصف زعيم حزب الشعب الجمهوري كمال قلجدار أوغلي العملية بأنها «جريمة ضد الإنسانية».
وقال راميس توبال، عضو البرلمان عضو البرلمان التركي عنأماصيا أن أنفه قد كُسر بينما كان يقف على يد أشخاص هربوا إلى مدخل فندق ديفان. وأفاد بأن شرطي ألقى خوذة في وجهه عن طريق الهدف.
وقال وزير الاتحاد الأوروبي إجيمن باغيس بعد أن تم تطهير الحديقة والميدان أن كل شخص يدخل ساحة تقسيم سيعامل على أنه إرهابي.
استخدمت الشرطة الغاز المسيل للدموع ضد حشد حاول عبور جسر البوسفور في وقت متأخر من الليل.
قامت مجموعة من النواب من حزب الشعب الجمهوري المعارض بالاعتصام لمنع تدخل الشرطة ضد الآلاف من المتظاهرين الذين تجمعوا في أنقرة.
وقالت جمعية أطباء إسطنبول إن هناك «عددًا كبيرًا ولكن غير معروف من الإصابات الأولى والثانية من الحروق بسبب بعض المواد المختلطة في مدافع المياه المضغوط»؛ ذكرت كوريير ديلا سيرا كوريري ديلا سيرا أن الشرطة قد أضافت فلفل رذاذ لمدافع المياه.

## 16 يونيو
طوقت الشرطة ساحة التقسيم. وذُكر أنه لم يسمح لأحد بالدخول إلى الميدان والمنتزه. وأُفيد أن الأشجار في حديقة غيزي تم سحبها من قبل عمال من بلدية إسطنبول.
وفي صحيفة أنقرة، ذكرت صحيفة «حريت ديلي نيوز» أن «الشرطة بدأت في استخدام مدافع المياه والغاز المسيل للدموع ضد الصحفيين والأشخاص حول الصحفيين أيضًا». أٌقيمت جنازة إيثيم سارسولوك، بعد أن أصيب برصاصة في الرأس من قبل ضابط شرطة في أنقرة، من قبل الشرطة التركية. وحاصرت الشرطة الجمع المتكون من عائلته وأصدقائه ومحاموه وزملاؤه المتظاهرون والذين كانوا على استعداد لدفن إيثيم سارسولوك، عقب تجمع تذكاري في ساحة كيزيلاى في أنقرة. ويهدف التجمع المقرر في كيزيلاى إلى تخليد ذكرى سارسولوك في المكان المحدد حيث زعم أنه أطلق النار من قبل ضابط شرطة، مع الناس الذين يرغبون في ترك القرنفل الأحمر في الموقع. ومع ذلك، لا تزال أعمال الشغب في أنقرة مستمرة، وتستخدم الشرطة الغاز المسيل للدموع ومدافع المياه ضد الشعب.
وقالت بعض المصادر إن مؤيدي حزب العدالة والتنمية كانوا يعملون جنبًا إلى جنب مع الشرطة للتغلب على المتظاهرين. كما هاجمت مجموعة من 35-40 شخصًا مسلحًا بالعصي فرع حزب الشعب الجمهوري في شيشان، وكسروا النوافذ. وقد لجأ بعض المتظاهرين إلى المبنى. كما احتجزت الشرطة الأطباء في معاطفهم البيضاء داخل فندق رمادا، حيث كانوا يعالجون المتظاهرين المصابين. كما تم اعتقال أعضاء من المشجعين المتشددين المشهورين في نادي بشيكتاش في إسطنبول من منازلهم. أُطلق النار على بيركين إلفان، وهو طفل يبلغ من العمر 14 عامًا، في الرأس أثناء احتجاجات من قبل ضابط شرطة في أوكميداني Okmeydanı، إسطنبول. وقد أُصيب الطفل بجراح خطيرة وهرع إلى المستشفى على الفور. وأفاد الأطباء أن جمجمته مكسورة بقذيفة غازية وتعاني من نزيف في المخ. وكان في حالة حرجة.
وقالت نقابة الحانات التركية إنها ناشدت مجلس أوروبا بأن يستعمل المادة 52 من الاتفاقية الأوروبية لحقوق الإنسان (وأن يطالب تركيا بشرح الاستخدام المفرط للقوة في قمع الاحتجاجات. وقد دعت خمس اتحادات، من بينها اتحاد غرف المهندسين والمهندسين المعماريين الأتراك، ورابطة الأطباء التركية، إلى إضراب لمدة يوم واحد في 17 يونيو / حزيران. وحذّر وزير الداخلية معمر غولر من «عواقب» الإضراب الذي وصفه بأنه غير قانوني. وقال نائب رئيس الوزراء بولنت ارينج أنه إذا دعت الضرورة، سيتم استدعاء الجيش لوقف الاحتجاجات.
نظّم حزب العدالة والتنمية مسيرة في إسطنبول، تناولها أردوغان، في حين منع المظاهرة المخطط لها في تقسيم غيزي: "دعا منظمو الاحتجاج إلى مظاهرة مليونية في ساحة التقسيم، ولكن تم تطويق المنطقة بأكملها، مما جعل الوصول إليها مستحيلًا، تم إغلاق الطرق السريعة المحاطة بإسطنبول أيضًا من قبل الشرطة لمحاولة منع المتظاهرين من الوصول إلى وسط المدينة، أما الظروف المعاكسة التي تطبق على أنصار الحكومة الذين كانوا في طريقهم لسماع رئيس الوزراء، حيث وضعت بلدية إسطنبول وحزب العدالة والتنمية في حافلات ووسائل نقل أخرى إلى من في التجمع، اتّهم أردوغان هيئة الإذاعة البريطانية (بي.بي.سي) و (سي إن إن) ورويترز ب "نشر" الأخبار، وربط احتجاجات حديقة غيزي بالهجوم الأخير في الريحانية إسكندرون وقال: "أنا أتساءل ماذا يريد هؤلاء الأجانب الذين جاءوا إلى ساحة التقسيم من جميع أنحاء العالم ... رأينا نفس المؤامرات في الريحانية ". استأجر حزب العدالة والتنمية الحافلات والعبارات البلدية وجلب مؤيدي العبارة؛ نشرت بلدية إسطنبول في وقت لاحق بعض الفواتير، بما في ذلك واحدة بحوالي 20000 ليرة تركية.

## 17 يونيو

الرجل الواقف

استخدمت الشرطة العنف في إسطنبول، ومنعت الناس من دخول حديقة غيزي وميدان تقسيم. وإلى جانب كل هؤلاء الناس، حتى بعض الصحفيين كانوا ضحايا للوحشية العشوائية واستخدام العنف.
وقال مسؤولون حكوميون إن الحديقة يمكن أن تُستخدم الآن علنُا بعد العاصفة العنيفة التي وقعت في 15 حزيران / يونيه. ولكن منذ تلك العاصفة، لم يستطع أحد دخول الحديقة والساحة الرئيسية باستثناء الشرطة. وقبل العاصفة خارج الحديقة والميدان في الاستخدام العام. وقد انتُقد هذا الخطاب على وسائل التواصل الاجتماعي لكونه غير منطقي.
وتجمّع عشرات الآلاف من الناس، وساروا واحتجوا في معظمهم في إسطنبول وأنقرة وأنطاليا ومرسين وسينوب وإزميد وآدابازاري وسامسون ونيدا ومانيسا، وأنطاكيا، وتونجلي، وإسواسهير وإسكي شهر، بما في ذلك الآلاف من العمال من جميع الطبقات، الذين أعلنوا إضرابًا عامًا. واستمرت هذه الاحتجاجات والإضراب طوال اليوم.
في المساء، أعلنت مجموعة نادي بشكتاش، بشاراشى، أن حديقة العباساجا في بشيكتاش، هي حديقة غيزي الجديدة حتى تفتح الأخيرة للاستخدام العام مرة أخرى. تجمع الآلاف هناك للاحتجاج.
بدأ نوع جديد من الاحتجاجات من قبل رجل يدعى إرديم غوندوز وهو مصمم رقصات. وفي حوالي الساعة 7:00 مساء وضع كيسًا على قدميه وبدأ يحدق في الأعلام التركية وملصق أتاتورك الذي تم وضعه في مركز أتاتورك الثقافي. بقي الرجل في هذا الوضع، يتحرك ويديه في جيوبه، لعدة ساعات. في حوالي الساعة 23:00، بدأ الناس يلاحظونه وبعد نشر الصور على الإنترنت، بدأ الملايين بدعمه. تم استخدام الهاش #duranadam («الرجل الدائم») و # direnduranadam («مقاومة رجل يقف») وسرعان ما أصبح أحد المواضيع العالمية على تويتر. انضم مئات من الناس الذين نظموا الحملة على تويتر وتجمعوا في ميدان تقسيم، للوقوف جنبًا إلى جنب مع الرجل الدائم. كما بدأ الناس في عدة مدن مثل أنقرة وإزمير وزونغولداق وإسكي شهر وأنطاكيا، وما إلى ذلك تقليد احتجاجه: في أنقرة ، وقفت امرأة على المكان الذي أطلقت الشرطة النار إيثيم سارسولوك. بالنسبة لها، تم استخدام الهاشتاج # دورانكادين («المرأة الدائمة»). في أنطاكيا، وقف رجل على المكان الذي أُطلق فيه النار على عبد الله كوميرت من قبل الشرطة. وقفت بعض المشاهير في أجزاء مختلفة إسطنبول. في ميدان تقسيم، حمل المئات اليدين وشكلوا دائرة حول الرجل الدائم الأصلي. كتب الصحفي ليفنت أوزومكو على تويتر أنه إذا كانت الحكومة تهاجم الرجل الذي يقف فقط، فإنه سيكون بمثابة مرض مُعدٍ.
بعد وقت قصير من أمر الشرطة المئات التي تجمعوا لمغادرة المنطقة وأعطتهم 20 دقيقة للعودة إلى ديارهم. وحذروا من أنه سيكون هناك هجوم. ومع ذلك ظل الناس في الساحة. بثّت هالك تي في، وأولوسال كانال و +1 تي في، التحذيرات والاحتجاجات الدائمة على الهواء مباشرة. على الرغم من أن الحشد لم يغادر، انتهى الرجل الدائم من اعتصامه في الساعة 02:06. وقال إنه بحاجة إلى المغادرة لأن الشرطة كانت ستهاجم مرة أخرى الأشخاص الذين كانوا يقفون فقط. استمر الرجل الدائم في الوقوف في بشيكتاش، بالقرب من حديقة أباساغا وبازار بشيكتاش حتى الصباح. وفي الصباح، أٌفيد بأن الشرطة أخذت بعض الرجال الحاضرين إلى الحجز.

## 18 يونيو
وقعت احتجاجات شارك فيها الرجال والنساء في كل جزء من تركيا، بدءًا من ساحة ميدان تقسيم المحظورة من قبل الشرطة أمام مبنى أكم، (حيث ظهر الرجل الواقف إرديم غوندوز لأول مرة)، وخاصةً بعض المواقع المحددة مثل المكان الذي أُطلق النار فيه على على محمد آيفاليتاش في إسطنبول ، وأصيب ضابط الشرطة مصطفى ساري بجسر في أضنة، وحيث أُطلق النار على إيثام سارسولوك في أنقرة، وحيث أُطلق النار على عبد الله كوميرت في أنطاكيا، وفندق مادماك في سيواس (حيث وقعت مجزرة سيواس في عام 1993)، أمام مقر مجموعة دوغوس الإعلامية، التي يملكها فيريت شاهنك (معظم القنوات والصحف أن رد فعل العالم ضد حكمها الإعلامي الرقابي والموجه إلى هذه المجموعة)، والمكان الذي تم فيه إطلاق النار على هرانت دينك في شيشلي، إسطنبول، الخ.
جرت الاحتجاجات الدائمة حتى في أكثر المناطق الدينية في تركيا، على سبيل المثال وسط مدينة قونية، وما إلى ذلك.
ابتداءًا من اليوم الأول، انتشرت ووقفت الاحتجاجات أيضًافي جميع أنحاء العالم، ودعم العمل من الكثير من البلدان، ومعظمها من نقاط محددة مثل برج بيزا المائل، ى كاتدرائية كولونيا، ى ميدان التايمز إلخ. وكتبت صحيفة «تاكفيم» الناطقة باسم الحكومة قصة وهمية وضعت على عنوانها، قائلة أن صحفي جريدة تاكفيم ميفلوت يوكسل أجرى مقابلة مع الصحفي كريستيان آمانبور كريستيان آمانبور، وقالت إن سي إن إن أن بث الاحتجاج يتم مقابل المال. داخل الصحيفة، وضعت تاكفيم ملاحظة صغيرة لصفحة تقول أنها قدمت قصة وهمية لإعطاء السي إن إن درسًا واعترفوا بأن مقابلة ميفلوت يوكسل ليست حقيقية. انتقدت هذه الأحداث بشدة على وسائل الاعلام الاجتماعية كثيرا. وكتب أمانبور «عار عليك تكفيم لإجراء مقابلة عنوانية مزورة معي!»، قام الصحفيون الأجانب بتقييم الخبر كمثال جديد على تناول وسائل الإعلام التركية من جانب واحد ومراقب. وقفت الصحيفة التي التي تدعمها الحكومة (والتي تحدثت كثيرًا مع معلوماتها المزيفة)
استمرت الاحتجاجات طوال اليوم في معظم أنحاء تركيا.

## 19-20 يونيو
أعلنت الشرطة المديرية العامة للأمن التركي عن مناقصة غير مخططة ل 000 100 خرطوشة غاز مسيل للدموع و 60 مركبة مدفع مياه.
وقال عمدة إسطنبول إن جميع المشروعات الكبرى في المدينة ستجرى في المستقبل مشاورات عامة. وقال أيضا أنه تم تعليق سبعة من موظفي البلدية، حيث اتهموا بحرق خيام المتظاهرين في 30 مايو / أيار.
وأعلن في 20 حزيران / يونيه أنه إذا حكمت المحكمة لصالح إعادة تطوير حديقة غيزي، فسيجرى استفتاء يشارك فيه جميع سكان إسطنبول ك. ونظرًا للدعم قوي من حزب العدالة والتنمية في بعض ضواحي إسطنبول، فإن الاستفتاء سيتم على هذا النطاق، وليس في منطقة بيوغلو المحلية، ومن من المرجح أن يؤيد هذا إعادة التطوير.

## 22-23 يونيو
تجمع المتظاهرون في ساحة تقسيم لإظهار احترامهم لأولئك الذين فقدوا أرواحهم خلال الاحتجاجات. ألقى الآلاف وأعطوا القرنفل للشرطة. ولكن بعد فترة وجيزة، هاجمت الشرطة مع مدافع المياه والغاز المسيل للدموع. وهتف المتظاهرون «الشرطة لا تخوني شعبك»، «الشرطة! يمكنكم بيع السميط وتعيشون بشرف»، «لن يتم طرح أي شيء للشرطة». استمر الصراع حتى الفجر في شوارع بايوغلو، إسطنبول وأيضا أنقرة.
وأدى الهجوم العنيف الذي شنته شرطة مكافحة الشغب على آلاف الأشخاص الذين قدموا لتوهم إلى القرنفل، ودعوا إلى الأخوة، إلى عودة عشرات الآلاف إلى مظاهرات جماهيرية كبيرة مرة أخرى في كل جزء من البلد. وواصلت الشرطة استخدام العنف على الشعب.

## 29 يونيو
وتكررت تظاهرات جماهيرية كبيرة مرة أخرى في ساحة تقسيم في إسطنبول وأيضًا في غوفينبارك وديكمن في أنقرة. وتظاهر المتظاهرون بسبب الإفراج عن ضابط الشرطة أحمد شهباز الذي أطلق النار على إيثيم سارسولوك في الرأس حتى الموت. كما احتجوا على الأحداث الجارية في القمل، ديار بكر. واحتدمت وتيرة الأحداث في سيزر، شرناق أيضًا. وقامت شرطة مكافحة الشغب بقمع المتظاهرين جزئيًا بالرصاص البلاستيكي وبعض القنابل الغازية المسيلة للدموع. واحتجز بعض المتظاهرين. كان هناك أيضًا تدخل كبير من الشرطة في أنقرة.

## 30 يونيو

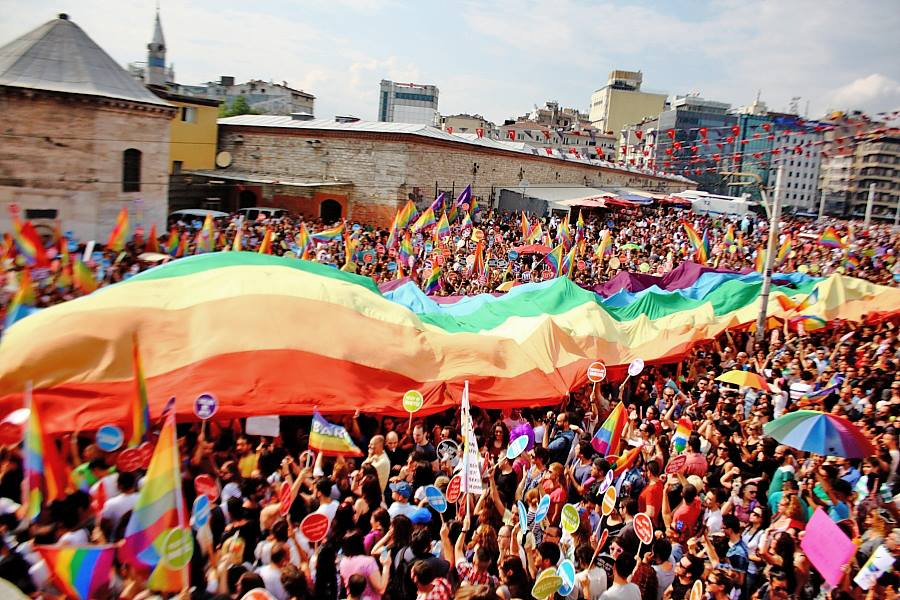
انتصار وفخر إسطنبول (ساحة تقسيم)، 2013.

جرت احتجاجات كبرى في إسطنبول. أولًا، استقطبت التظاهرات في إسطنبول حوالي 100.000 شخص. انضم المتظاهرون إلى حديقة غيزي ، مما جعل من إسطنبول 2013 كبرياء الفخر الأكبر الذي عقد في تركيا وأوروبا الشرقية. وأثنى الاتحاد الأوروبي على تركيا وهذا العرض الذي استمر دون انقطاع.
ثانيًا، قام آلاف مشجعي فناربخشة بدعم المتظاهرون في منتزه غيزي بالتعاون مع مشجعي الفرق الأخرى، بمسيرة هائلة في منطقة كاديكوي احتجاجًا على قرار الاتحاد الأوروبي لكرة القدم وموقف الحكومة ضد فرق كرة القدم فنربخشة وبشيكتاش. وزير الزراعة مهدي إيكير وحاكم إسطنبول حسين أفني موتلو ينقشهم مئات من الجمهور في سباق الخيل. استمرت الاحتجاجات في أماكن أخرى في تركيا. وفي مرسين، هاجمت الشرطة مئات المتظاهرين بينكا دافع المتظاهرين عن أنفسهم بالحجارة. هناك تقارير عن الجرحى. بعد خطاب أردوغان، قام 10 إلى 20 مؤيدًا بمهاجمة مئات المتظاهرين العزل في الملتقى العام في حديقة يوجورتسو، كاديكوي بالسكاكين والعصي، مما أدى إلى إصابة اثنين من المتظاهرين.

## 2 يوليو
حكمت المحكمة بعدم مشروعية إعادة تطوير حديقة غيزي.

## 6 يوليو
ظهرت حزمة قانونية يقترحها حزب العدالة والتنمية ومررها من قبل البرلمان في منتصف الليل تضمنت على قانون يزيل سلطة (أوكتيا) على الخرائط والخطط والمشاريع ويعطيها لوزارة الثقافة. اعترضت الوزارة على حكم محكمة الإدارة الإقليمية لإلغاء حكم محكمة إدارة إسطنبول الذي أوقف مشاريع بناء حديقة غيزي.

## 22 يوليو
أُعلن جواز قبول استئناف وزارة الثقافة أمام محكمة إقليمية أعلى، دون ترك أي عقبات قانونية فورية أمام خطط البناء. وذكر رئيس الوزراء أردوغان أنه إذا سمحت المحاكم ببدء البناء، ففي تلك الحالة يمكن أن يكون الاستفتاء أمرًا ممكنًا. «حتى لا يمكن وضع مسمار واحد في حديقة غيزي»، بسبب رفض خطط البناء الحالية من قبل محكمة إسطنبول؛ تطلب هذا تقديم خطط بناء جديدة أو قرار من مجلس الدولة يسمح بالبناء.

## 30 يوليو
أعلنت جمعية المهندسين المعماريين المستقلين في إسطنبول عن مسابقة تصميم في حديقة جيزي.

## 31 يوليو
عبّر عضو سابق في فريق بينك فلويد روجر ووترز خلال حفله «ذي وال ليف» في إسطنبول (إسطنبول) في 4 أغسطس 2013 عن دعمه وقدم تعازيه للمتظاهرين بالتركية، وعرض صور الناس الذين قتلوا خلال الاحتجاجات في الخلفية. تجمع الاف في ميدان تقسيم لسماع بيان صحفي من والد المتظاهر بيركين الفان البالغ من العمر 14 عاما الذي أصيب بجروح خطيرة، ويطالب الحكومة بإيجاد المسؤولين عن إصابة بيركين.

## 7 أيلول / سبتمبر
وبعد فترة هدوء نسبيًا، أعيد إشعال الاحتجاجات عندما حاولت الشرطة الدخول إلى حرم جامعة الشرق الأوسط التقنية (ميتو / ODTÜ) لإنفاذ بناء طريق جديد من شأنه أن يؤدي إلى تدمير الغابات. مظاهرات تعاطف في إسطنبول وإزمير.

## 8 أيلول / سبتمبر
استخدمت الشرطة الغاز المسيل للدموع النار في المتظاهرين ضد منطقة توزلوكايير أنقرة.

## 19 أيلول / سبتمبر
رفض أردوغان علنًا احتجاجات الطلاب الجامعيين في أنقرة واقترح على المتظاهرين «الذهاب والعيش في غابة».

## 20-21 سبتمبر
احتجز المتظاهرون لفترة وجيزة في منطقة بشيكتاش في إسطنبول.
طالب المدعي العام بأنقرة بالسجن لمدة ست سنوات ل 45 طالبا جامعيا احتجوا على أردوغان خلال حفل إطلاق قمر صناعي تركي في ديسمبر 2012.

## مقاومة سبتمبر
بعد احتجاجات صغيرة في مدينة غيزي، سيطر الحزب الشعبي الجمهوري في أنقرة على حي ينيمال المركزي بحضور حوالي 3500 شخص لعدة أيام لوقف بناء محطة خط النقل والتي أدت إلى قطع حوالي 37 شجرة، التي تتراوح أعمارها بين 40 و 50 عامًا، وتمركزت على مفترق طرق كبير في مركز المقاطعة؛ وبعد رد الشرطة العنيف على هذه الاحتجاجات مع الغاز المسيل للدموع والرصاص المطاطي ومدافع المياه والاعتقالات التي استمرت في البناء، في الأسبوع الأخير من يوليو،  ثم بدأت هناك احتجاجات سبتمبر في جامعة الشرق الأوسط التقنية، التي صُنفت كأفضل جامعة في تركيا، لوقف البناء غير المشروع بين المقاطعات والطريق الذي يمر مباشرة على أرض الجامعة والذي به غابة قديمة زرعها طلاب الجامعات مع بعض الطلاب من بينهم، والتي كونت الشخصيات الثورية الهامة في وقت لاحق في الستينات، والتي كانت حقًا سنوات شديدة التوتر للبلاد.